# اندرو جانسون
اندرو جانسون (به انگلیسی: Andrew Johnson) (زادهٔ ۲۹ دسامبرِ ۱۸۰۸ – درگذشتهٔ ۳۱ ژوئیهٔ ۱۸۷۵) هفدهمین رئیسِ جمهوریِ ایالاتِ متّحدهٔ آمریکا از حزبِ دموکرات بین سال‌های ۱۸۶۵ تا ۱۸۶۹ میلادی بود.

## اوایل زندگی و شغل

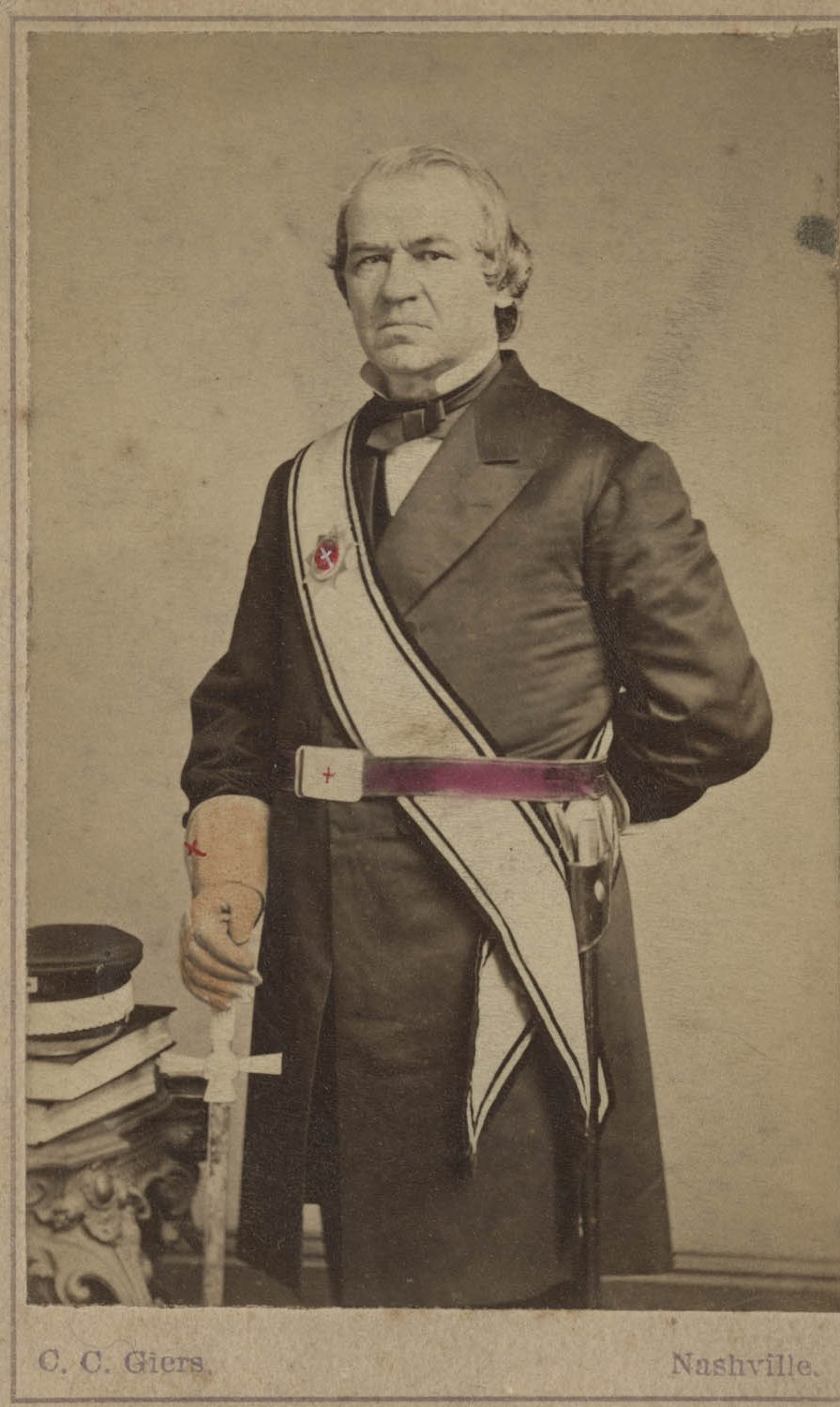
اندرو جانسون ۱۸۶۹ میلادی

### دوران کودکی
اندرو جانسون در ۲۹ دسامبر ۱۸۰۸ در رالی، کارولینای شمالی، در خانواده ژاکوب جانسون (۱۷۷۸–۱۸۱۲) و مری ("پلی") مک دونا (۱۷۸۳–۱۸۵۶)، به دنیا آمد. او اصالت انگلیسی، اسکاتلندی-ایرلندی و اسکاتلندی داشت. او یک برادر ویلیام که چهار سال از او بزرگتر بود و یک خواهر بزرگتر الیزابت داشت که در کودکی درگذشت. تولد جانسون در یک کلبه دو اتاقه یک دارایی سیاسی در اواسط قرن نوزدهم بود و او اغلب به رای‌دهندگان منشأ فروتنانه خود را یادآوری می‌کرد. جیکوب جانسون مانند پدرش، ویلیام جانسون، مردی فقیر بود، اما قبل از ازدواج و تشکیل خانواده، پاسبان شهر رالی شد. جیکوب جانسون یک باربر برای بانک ایالتی کارولینای شمالی بود که توسط ویلیام پولک، یکی از بستگان رئیس‌جمهور جیمز ناکس پولک منصوب شد. جیکوب و مری هر دو بی سواد بودند و به عنوان خدمتکار میخانه کار می‌کردند، در حالی که جانسون هرگز به مدرسه نرفت و در فقر بزرگ شد. جیکوب در هنگام به صدا درآوردن زنگ شهر، مدت کوتاهی پس از نجات سه غریق، زمانی که پسرش اندرو سه ساله بود، بر اثر حمله قلبی درگذشت. پولی جانسون به عنوان یک لباسشویی کار می‌کرد و تنها حامی خانواده اش شد. شغل او سپس مورد تحقیر قرار گرفت، زیرا اغلب او را بدون همراه به خانه‌های دیگر می‌برد. از آنجایی که اندرو شباهتی به هیچ‌یک از خواهر و برادرهای خود نداشت، شایعاتی وجود دارد مبنی بر اینکه ممکن است او برای مرد دیگری باشد. پولی جانسون در نهایت با مردی به نام ترنر داتری، که به همان اندازه او فقیر بود، ازدواج کرد.
مادر جانسون پسرش ویلیام را نزد یک خیاط به نام جیمز سلبی شاگرد کرد. اندرو همچنین در ده سالگی در مغازه سلبی شاگرد شد و قانوناً موظف بود تا تولد ۲۱ سالگی خود خدمت کند. جانسون برای بخشی از خدمات خود با مادرش زندگی می‌کرد و یکی از کارمندان سلبی به او مهارت‌های ابتدایی سوادآموزی را آموخت. تحصیلات او توسط شهروندانی که به مغازه سلبی می‌آمدند تا در حین کار خیاطان برای آنها کتاب بخوانند، افزایش یافت. خوانش‌ها عشق مادام‌العمر به یادگیری را در او القا کردند و یکی از زندگی‌نامه‌نویسان او، آنت گوردون رید، پیشنهاد می‌کند که جانسون، که بعدها سخنران عمومی با استعدادی بود، این هنر را در حالی که سوزن‌ها را نخ می‌کرد و پارچه‌ها را برش می‌زد، آموخت.
جانسون با جیمز سلبی خوشحال نبود و پس از حدود پنج سال، هم او و هم برادرش فرار کردند. سلبی با قرار دادن جایزه برای بازگشت آنها پاسخ داد: «پاداش ده دلاری. از مشترک فرار کردند، دو پسر شاگرد، به نام‌های ویلیام و اندرو جانسون، که قانوناً مقید بودند… [پرداخت] به هر شخصی که شاگردهای گفته شده را به من تحویل دهد. رالی، یا من پاداش فوق را به تنهایی برای اندرو جانسون خواهم داد.» برادران به کارتیج، کارولینای شمالی رفتند، جایی که اندرو جانسون کار می‌کرد. جانسون از ترس دستگیر شدن و بازگرداندن او به رالی، به لرنز، کارولینای جنوبی نقل مکان کرد. او به سرعت کار پیدا کرد، اولین عشق خود، مری وود را ملاقات کرد و برای او یک لحاف به عنوان هدیه درست کرد. اما او پیشنهاد ازدواج او را رد کرد. او به رالی بازگشت، به این امید که شاگردی خود را بخرد، اما نتوانست با سلبی کنار بیاید. او که نمی‌توانست در رالی بماند، جایی که به دلیل رها کردن سلبی در خطر دستگیری بود، تصمیم گرفت به سمت غرب حرکت کند.

### حرکت به تنسی
جانسون کارولینای شمالی را به مقصد تنسی ترک کرد و بیشتر با پای پیاده سفر کرد. پس از یک دوره کوتاه در ناکسویل، او به مورسویل، آلاباما نقل مکان کرد. او سپس به عنوان یک خیاط در کلمبیا، تنسی مشغول به کار شد، اما مادر و ناپدری‌اش که فرصت‌های محدودی را در آنجا دیدند و می‌خواستند به غرب مهاجرت کنند، او را به رالی فراخواندند. جانسون و گروهش از طریق کوهستان بلو ریج به گرینویل، تنسی سفر کردند. اندرو جانسون در نگاه اول عاشق شهر شد، و هنگامی که مرفه شد، زمینی را که برای اولین بار در آن اردو زده بود، خرید و درختی را به یادبود کاشت.
در گرینویل، جانسون یک تجارت موفق خیاطی را در جلوی خانه خود تأسیس کرد. در سال ۱۸۲۷ در سن ۱۸ سالگی با الیزا مک کارتل ۱۶ ساله دختر یک کفاش محلی ازدواج کرد. این زوج توسط قاضی صلح مردکای لینکلن، پسر عموی اول توماس لینکلن، که پسرش رئیس‌جمهور خواهد شد، ازدواج کردند. خانواده جانسون تقریباً ۵۰ سال باهم بودند و صاحب پنج فرزند شدند: مارتا (۱۸۲۸)، چارلز (۱۸۳۰)، مری (۱۸۳۲)، رابرت (۱۸۳۴)، و اندرو جونیور (۱۸۵۲). با وجود اینکه الیزا مبتلا به سل بود، از تلاش‌های شوهرش حمایت کرد. او مهارت‌های ریاضیات را به او آموخت و به او آموزش داد تا نوشتن خود را بهبود بخشد. الیزا جانسون خجالتی و ذاتاً بازنشسته معمولاً در دوران ظهور سیاسی جانسون در گرینویل باقی می‌ماند. او اغلب در دوران ریاست جمهوری شوهرش دیده نمی‌شد. دختر آنها مارتا معمولاً به عنوان میزبان رسمی خدمت می‌کرد.
کسب و کار خیاطی جانسون در سالهای اولیه ازدواج رونق گرفت، و او را قادر ساخت که کمک استخدام کند و به او بودجه برای سرمایه‌گذاری سودآور در املاک و مستغلات داد. او بعداً به استعداد خود به عنوان یک خیاط می‌بالید. کتاب‌های مربوط به سخنوران مشهور علاقه او را به گفت‌وگوهای سیاسی برانگیخت و او دربارهٔ مسائل روز با مشتریانی که دیدگاه‌های مخالف داشتند بحث‌های خصوصی داشت. او همچنین در مناظره‌های کالج گرینویل شرکت کرد.

### بردگان جانسون
در سال ۱۸۴۳، جانسون اولین برده خود، دالی را که در آن زمان ۱۴ سال داشت، خرید. دالی سه فرزند داشت - لیز، فلورانس و ویلیام. بلافاصله پس از خرید دالی، او سام برادر ناتنی دالی را خرید. سام جانسون و همسرش مارگارت ۹ فرزند داشتند. سام یک کمیسر دفتر آزادگان شد و به دلیل اینکه مردی مغرور بود که ماهیت کار خود را با خانواده جانسون مذاکره می‌کرد، شهرت داشت. قابل ذکر است، او مقداری غرامت پولی برای زحمات خود دریافت کرد و با اندرو جانسون برای دریافت قطعه زمینی که اندرو جانسون در سال ۱۸۶۷ به‌طور رایگان به او داد، مذاکره کرد.
در سال ۱۸۵۷، اندرو جانسون هنری را خریداری کرد که در آن زمان ۱۳ سال داشت و بعداً خانواده جانسون را به کاخ سفید همراهی کرد. در نهایت، جانسون حداقل ده برده داشت.
اندرو جانسون بردگان خود را در ۸ اوت ۱۸۶۳ آزاد کرد. آنها به عنوان خدمتکاران مزدبگیر نزد او ماندند. یک سال بعد، جانسون به عنوان فرماندار نظامی تنسی، آزادی بردگان تنسی را اعلام کرد. سام و مارگارت، برده‌های سابق جانسون، در زمانی که او رئیس‌جمهور بود، بدون اجاره در خیاطی او زندگی می‌کردند. به نشانه قدردانی از اعلام آزادی، به اندرو جانسون ساعتی توسط افراد تازه رهایی یافته در تنسی داده شد که روی آن نوشته شده بود «برای انرژی خستگی ناپذیر او در راه آزادی».

## ظهور سیاسی

### سیاستمدار تنسی
جانسون به سازماندهی بلیت مکانیک (مردان کارگر) در انتخابات شهرداری گرینویل در سال ۱۸۲۹ کمک کرد. او به همراه دوستانش بلک‌استون مک‌دانل و مردکای لینکلن به عنوان رئیس شهر انتخاب شد. پس از شورش نات ترنر در سال ۱۸۳۱، یک کنوانسیون ایالتی برای تصویب قانون اساسی جدید، شامل مقرراتی برای سلب حق رای افراد رنگین‌پوست آزاد فراخوانده شد. این کنوانسیون همچنین خواستار اصلاح نرخ‌های مالیات بر املاک و مستغلات و ارائه راه‌هایی برای بهبود زیرساخت‌های تنسی بود. قانون اساسی برای رأی‌گیری عمومی ارائه شد و جانسون به‌طور گسترده‌ای برای تصویب آن صحبت کرد. مپین موفقیت‌آمیز برای او در سراسر ایالت قرار گرفت. در ۴ ژانویه ۱۸۳۴، همتایانش او را شهردار گرینویل انتخاب کردند.
در سال ۱۸۳۵، جانسون برای انتخاب کرسی «فلوتر» (باز) که شهرستان گرین با شهرستان همسایه واشینگتن در مجلس نمایندگان تنسی اشتراک داشت، پیشنهاد داد. به گفته زندگی‌نامه‌نویس او، هانس ال ترفوس، جانسون مخالفان را در مناظره «تخریب» کرد و تقریباً با اختلاف دو به یک در انتخابات پیروز شد. جانسون در طول روزهای گرینویل، به عنوان عضوی از هنگ ۹۰ به شبه نظامیان تنسی پیوست. او به درجه سرهنگ دست یافت، اگرچه جانسون در حالی که عضو ثبت نام شده بود، به دلیل یک تخلف ناشناخته جریمه شد. پس از آن، غالباً او را مورد خطاب قرار می‌دادند یا با درجه‌اش از او یاد می‌کردند.
در اولین دوره خود در مجلس قانونگذاری، که در مرکز ایالت نشویل تشکیل شد، جانسون به‌طور مداوم نه به حزب دموکرات و نه به حزب تازه تأسیس ویگ رای نداد، اگرچه او به رئیس‌جمهور اندرو جکسون، یک دموکرات و تنسی احترام می‌گذاشت. احزاب عمده هنوز در حال تعیین ارزش‌های اصلی و سیاست‌های پیشنهادی خود بودند، در حالی که نظام حزبی در حال تغییر بود. حزب ویگ در مخالفت با جکسون سازماندهی شده بود، زیرا از تمرکز قدرت در شاخه اجرایی دولت می‌ترسید. جانسون با ویگ‌ها تفاوت داشت زیرا با بیش از حداقل هزینه‌های دولتی مخالف بود و مخالف کمک به راه‌آهن صحبت می‌کرد، در حالی که رای‌دهندگان او به بهبود در حمل‌ونقل امیدوار بودند. پس از اینکه بروکینز کمپبل و ویگ‌ها جانسون را برای انتخاب مجدد در سال ۱۸۳۷ شکست دادند، جانسون تا سی سال دیگر رقابت را از دست نداد. در سال ۱۸۳۹، او در ابتدا به عنوان یک ویگ به دنبال بازپس‌گیری کرسی خود بود، اما زمانی که نامزد دیگری به دنبال نامزدی ویگ شد، به عنوان یک دموکرات نامزد شد و انتخاب شد. از آن زمان او از حزب دموکرات حمایت کرد و یک ماشین سیاسی قدرتمند در شهرستان گرین ساخت. جانسون به یکی از مدافعان قوی حزب دموکرات تبدیل شد و به خاطر سخنرانی‌هایش مورد توجه قرار گرفت، و در دوره‌ای که سخنرانی عمومی هم مردم را آگاه می‌کرد و هم آن را سرگرم می‌کرد، مردم برای شنیدن او هجوم آوردند.
در سال ۱۸۴۰، جانسون به عنوان یک منتخب ریاست جمهوری برای تنسی انتخاب شد و به او تبلیغات بیشتری در سراسر ایالت داد. اگرچه رئیس‌جمهور دموکرات مارتین ون بیورن توسط سناتور سابق اوهایو ویلیام هنری هریسون شکست خورد، جانسون نقش مهمی در حفظ شهرستان گرین در ستون دموکرات داشت. او در سال ۱۸۴۱ به عضویت سنای تنسی انتخاب شد و در آنجا برای یک دوره دو ساله خدمت کرد. او در تجارت خیاطی خود به موفقیت مالی دست یافته بود، اما آن را فروخت تا بر سیاست تمرکز کند. او همچنین املاک و مستغلات اضافی، از جمله خانه بزرگتر و مزرعه ای (محل اقامت مادر و ناپدری اش) به دست آورده بود، و در میان دارایی‌های او هشت یا نه برده بود.

### نماینده ایالات متحده (۱۸۴۳–۱۸۵۳)
جانسون پس از خدمت در هر دو مجلس قانونگذاری ایالتی، انتخاب به کنگره را گام بعدی در حرفه سیاسی خود می‌دانست. او در تعدادی از مانورهای سیاسی برای به دست آوردن حمایت دموکرات‌ها، از جمله جابجایی رئیس پست ویگ در گرینویل، شرکت کرد و وکیل ژوهانسبورگ، جان آ. آیکن را با ۵۴۹۵ رای در مقابل ۴۸۹۲ رای شکست داد. در واشینگتن، او به اکثریت جدید دموکرات‌ها در مجلس نمایندگان پیوست. جانسون از منافع فقرا دفاع می‌کرد، موضعی ضد الغا داشت، فقط برای هزینه‌های محدود دولت استدلال می‌کرد و با تعرفه‌های حمایتی مخالف بود. با باقی ماندن الیزا در گرینویل، جانسون عضو کنگره از فعالیت‌های اجتماعی به نفع مطالعه در کتابخانه کنگره اجتناب کرد. اگرچه یکی از دموکرات‌های تنسی، جیمز ناکس پولک، در سال ۱۸۴۴ به عنوان رئیس‌جمهور انتخاب شد و جانسون برای او مبارزات انتخاباتی کرده بود، این دو مرد روابط دشواری داشتند و رئیس‌جمهور پولک برخی از پیشنهادها ی حمایتی او را رد کرد.
جانسون، مانند بسیاری از دموکرات‌های جنوبی، معتقد بود که قانون اساسی از مالکیت خصوصی، از جمله بردگان محافظت می‌کند، و بنابراین دولت‌های فدرال و ایالتی را از لغو برده‌داری منع می‌کند. او برای دومین بار در سال ۱۸۴۵ در برابر ویلیام جی. براونلو پیروز شد و خود را مدافع فقرا در برابر اشراف معرفی کرد. در دوره دوم ریاست جمهوری خود، جانسون از تصمیم دولت پولک برای مبارزه با جنگ مکزیک، که توسط برخی شمالی‌ها به عنوان تلاشی برای به دست آوردن قلمرو برای گسترش برده داری به سمت غرب تلقی می‌شد، حمایت کرد و با طرح ویلموت پروویسو، پیشنهادی برای ممنوعیت برده داری در هر سرزمینی که از مکزیک به دست می‌آید، مخالفت کرد. او برای اولین بار لایحه اسکان کشاورزان خود را برای اعطای ۱۶۰ هکتار (۶۵ هکتار) به افرادی که مایل به سکونت در زمین و به دست آوردن مالکیت آن بودند، معرفی کرد. این موضوع به دلیل شروع متواضعانه برای جانسون بسیار مهم بود.
در انتخابات ریاست‌جمهوری سال ۱۸۴۸، دموکرات‌ها بر سر مسئله برده‌داری انشعاب پیدا کردند و طرفداران لغو قانون، حزب خاک آزاد را تشکیل دادند که رئیس‌جمهور سابق ون بیورن به عنوان نامزد آن‌ها انتخاب شد. جانسون از نامزد دموکرات، سناتور سابق میشیگان، لوئیس کاس حمایت کرد. با انشعاب حزب، ژنرال زکری تیلور، نامزد ویگ، به راحتی پیروز شد و تنسی را حمل کرد. روابط جانسون با پولک ضعیف بود. رئیس‌جمهور آخرین پذیرایی سال نو خود را در سال ۱۸۴۹ ثبت کرد:
«یکی از بازدیدکنندگانی که امروز در میان جمعیت دیدم، هون بود. اگرچه او نماینده یک ناحیه دموکراتیک در تنسی (ایالت خودم) است، این اولین بار است که او را در جلسه کنونی کنگره می‌بینم. او با اظهار دموکرات بودن، از نظر سیاسی، اگر نگوییم شخصاً با من در طول دوره من خصمانه بوده است. او در خلق و خوی خود بسیار کینه‌توز و منحرف است. اگر او مردانگی و استقلال را داشت که مخالفت خود را آشکارا اعلام کند، می‌دانست که نمی‌توانست توسط رای دهندگانش انتخاب شود. من نمی‌دانم که هرگز به او دلیلی برای توهین داده‌ام.»
جانسون، به دلیل منافع ملی در ساخت راه‌آهن جدید و در پاسخ به نیاز به حمل‌ونقل بهتر در ناحیه خود، از کمک‌های دولت برای راه‌آهن تنسی شرقی و ویرجینیا نیز حمایت کرد.

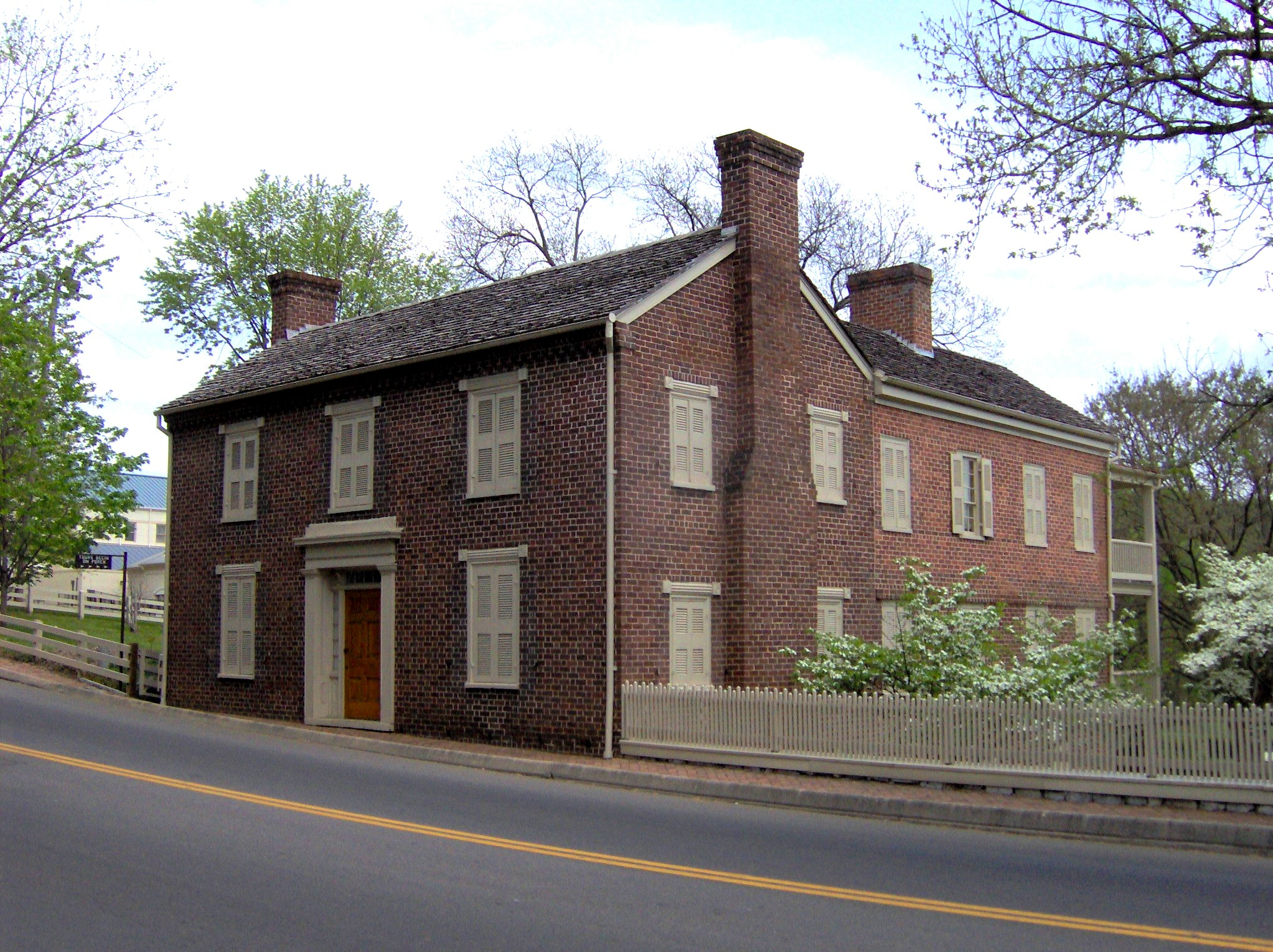
خانه اندرو جانسون که در سال ۱۸۵۱ در گرینویل، تنسی ساخته شد

در طول مبارزات انتخاباتی خود برای چهارمین دوره، جانسون بر سه موضوع تمرکز کرد: برده داری، خانه نشینی و انتخابات قضایی. او حریف خود، ناتانیل جی. تیلور را در اوت ۱۸۴۹ با اختلاف بیشتری نسبت به مبارزات قبلی شکست داد. هنگامی که مجلس در ماه دسامبر تشکیل جلسه داد، اختلاف حزبی که توسط حزب خاک آزاد ایجاد شد، مانع از تشکیل اکثریت لازم برای انتخاب رئیس مجلس شد. جانسون تصویب قانونی را پیشنهاد کرد که امکان انتخاب رئیس مجلس توسط چند نفر را فراهم می‌کند. چند هفته بعد دیگران پیشنهاد مشابهی را مطرح کردند و هاول کاب دموکرات انتخاب شد.
هنگامی که انتخابات رئیس مجلس به پایان رسید و کنگره برای انجام امور قانونگذاری آماده شد، موضوع برده داری در کانون توجه قرار گرفت. شمالی‌ها به دنبال پذیرش کالیفرنیا، یک ایالت آزاد، به اتحادیه بودند. هنری کلی از کنتاکی مجموعه ای از قطعنامه‌ها را به نام «مصالحه ۱۸۵۰» برای پذیرش کالیفرنیا و تصویب قوانین مورد نظر هر طرف در سنا ارائه کرد. جانسون به همه مقررات به جز لغو تجارت برده در پایتخت کشور رأی داد. او قطعنامه‌هایی را برای اصلاحات قانون اساسی تحت فشار قرار داد تا انتخاب مردمی سناتورها (که در آن زمان توسط مجالس قانونگذاری ایالتی انتخاب می‌شد) و رئیس‌جمهور (انتخاب شده توسط کالج انتخاباتی) و محدود کردن دوره تصدی قضات فدرال به ۱۲ سال باشد. اینها همه شکست خوردند.
گروهی از دموکرات‌ها لندون کارتر هاینز را برای مخالفت با جانسون در حالی که به دنبال پنجمین دوره ریاست جمهوری بود، معرفی کردند. ویگ‌ها آنقدر از نبرد درونی میان دموکرات‌ها در انتخابات عمومی راضی بودند که نامزدی از خود معرفی نکردند. این کمپین شامل بحث‌های شدیدی بود: موضوع اصلی جانسون تصویب لایحه اسکان کشاورزان بود. هاینز مدعی شد که این امر موجب تسهیل الغای می‌شود. جانسون با بیش از ۱۶۰۰ رای در انتخابات پیروز شد. اگرچه جانسون شیفته نامزد ریاست جمهوری حزب در سال ۱۸۵۲، فرانکلین پیرس، سناتور سابق نیوهمپشایر، نبود، اما جانسون برای او کمپین تبلیغاتی کرد. پیرس انتخاب شد، اما او نتوانست تنسی را حمل کند. در سال ۱۸۵۲، جانسون موفق شد مجلس را به تصویب لایحه اسکان کشاورزان خود برساند، اما در سنا شکست خورد. ویگ‌ها کنترل مجلس قانونگذاری تنسی را به دست آورده بودند و تحت رهبری گوستاووس هنری، مرزهای ناحیه اول جانسون را دوباره تغییر دادند تا آن را به یک صندلی امن برای حزب خود تبدیل کنند. اتحادیه نشویل این را «هنری-ماندرینگ» نامید؛ از جانسون ابراز تاسف کرد، «من هیچ آینده سیاسی ندارم.»

### فرماندار تنسی (۱۸۵۳–۱۸۵۷)

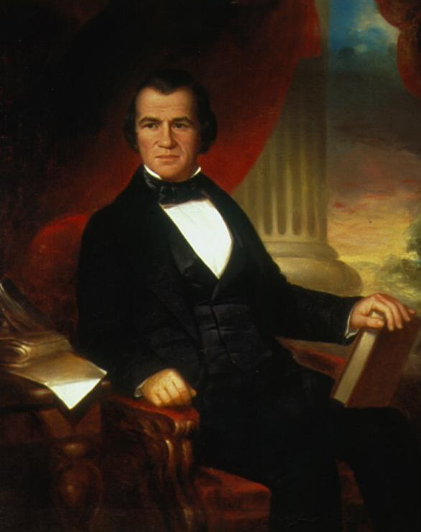
پرتره جانسون، ۱۸۵۶، منسوب به ویلیام براون کوپر

اگر جانسون پس از تصمیم به عدم انتخاب مجدد از سیاست بازنشسته شد، به زودی نظر خود را تغییر داد. دوستان سیاسی او شروع به مانور دادن برای نامزدی وی برای فرمانداری کردند. کنوانسیون دموکرات‌ها به اتفاق آرا نام او را انتخاب کردند، اگرچه برخی از اعضای حزب از انتخاب او خوشحال نبودند. ویگ‌ها در دو انتخابات فرمانداری گذشته پیروز شده بودند و همچنان قوه مقننه را کنترل می‌کردند. آن حزب، هنری را نامزد کرد و «هنری-ماندرینگ» ناحیه اول را به موضوعی فوری تبدیل کرد. این دو مرد قبل از اینکه جلسات دو هفته قبل از انتخابات اوت ۱۸۵۳ به دلیل بیماری در خانواده هنری لغو شود، در کرسی‌های شهرستان در طول تنسی بحث کردند. جانسون با ۶۳٬۴۱۳ رای در مقابل ۶۱٬۱۶۳ برنده انتخابات شد. در ازای قول او مبنی بر حمایت از ویگ ناتانیل تیلور برای کرسی قدیمی خود در کنگره، برخی از آرا به او داده شد.
فرماندار تنسی قدرت کمی داشت: جانسون می‌توانست قوانینی را پیشنهاد کند اما آن را وتو نمی‌کرد، و اکثر انتصاب‌ها توسط مجلس قانونگذاری تحت کنترل ویگ انجام می‌شد. با این وجود، این دفتر یک «منبر قلدر» بود که به او اجازه داد تا خود و دیدگاه‌های سیاسی‌اش را تبلیغ کند. او در ازای تأیید جان بل، ویگ، برای یکی از کرسی‌های سنای ایالات متحده، انتصاب‌هایی را که می‌خواست به دست آورد. جانسون در اولین سخنرانی دوسالانه خود بر ساده‌سازی سیستم قضایی ایالتی، لغو بانک تنسی و ایجاد آژانسی برای ایجاد یکنواختی در وزن‌ها و اقدامات تأکید کرد. جانسون از سیستم مدرسه مشترک تنسی انتقاد کرد و پیشنهاد کرد که بودجه از طریق مالیات، چه در سراسر ایالت یا شهرستان به شهرستان، افزایش یابد - ترکیبی از این دو تصویب شد. اصلاحاتی که در زمان جانسون به عنوان فرماندار انجام شد، شامل تأسیس کتابخانه عمومی ایالتی (در دسترس قرار دادن کتاب برای همه) و اولین سیستم مدارس دولتی آن، و برپایی نمایشگاه‌های دولتی منظم به نفع صنعتگران و کشاورزان بود.
اگرچه حزب ویگ در سطح ملی در حال افول نهایی بود، اما در تنسی همچنان قوی باقی ماند و چشم‌انداز دموکرات‌ها در آنجا در سال ۱۸۵۵ ضعیف بود. جانسون با احساس اینکه انتخاب مجدد به عنوان فرماندار برای فرصتی برای او در مناصب بالاتری که به دنبال آن بود ضروری است، پذیرفت که نامزد شود. مردیث پی جنتری نامزد ویگ شد. سلسله ای از بیش از ده‌ها مناظره شرورانه آغاز شد. مسائل موجود در کمپین برده داری، ممنوعیت مشروبات الکلی و مواضع بومی گرایانه حزب «چیزی نمی‌دانم» بود. جانسون طرفدار اولی بود، اما با بقیه مخالفت کرد.جنتری در مورد سؤال الکل مبهم‌تر بود و حمایت «چیزی نمی‌دانم» را به دست آورده بود، گروهی که جانسون به‌عنوان یک جامعه مخفی معرفی می‌کرد. جانسون به‌طور غیرمنتظره ای پیروز شد، البته با حاشیه کمتری نسبت به سال ۱۸۵۳.
هنگامی که انتخابات ریاست جمهوری سال ۱۸۵۶ نزدیک شد، جانسون امیدوار بود که نامزد شود. برخی از کنوانسیون‌های شهرستان تنسی او را به عنوان «پسر مورد علاقه» تعیین کردند. موضع او مبنی بر اینکه بهترین منافع اتحادیه توسط برده داری در برخی مناطق تأمین می‌شود، او را به یک کاندیدای سازش عملی برای ریاست جمهوری تبدیل کرد. او هرگز یک رقیب اصلی نبود. نامزدی به جیمز بیوکنن، سناتور سابق پنسیلوانیا رسید.
جانسون تصمیم گرفت برای سومین بار به عنوان فرماندار، با چشم به راه انتخاب شدن برای مجلس سنای ایالات متحده، به دنبال آن نباشد. در سال ۱۸۵۷، هنگام بازگشت از واشینگتن، قطار او از ریل خارج شد و آسیب جدی به دست راست او وارد کرد. این آسیب او را در سال‌های آینده دردسر می‌کرد.

### سناتور ایالات متحده

#### مدافع لایحه اسکان کشاورزان

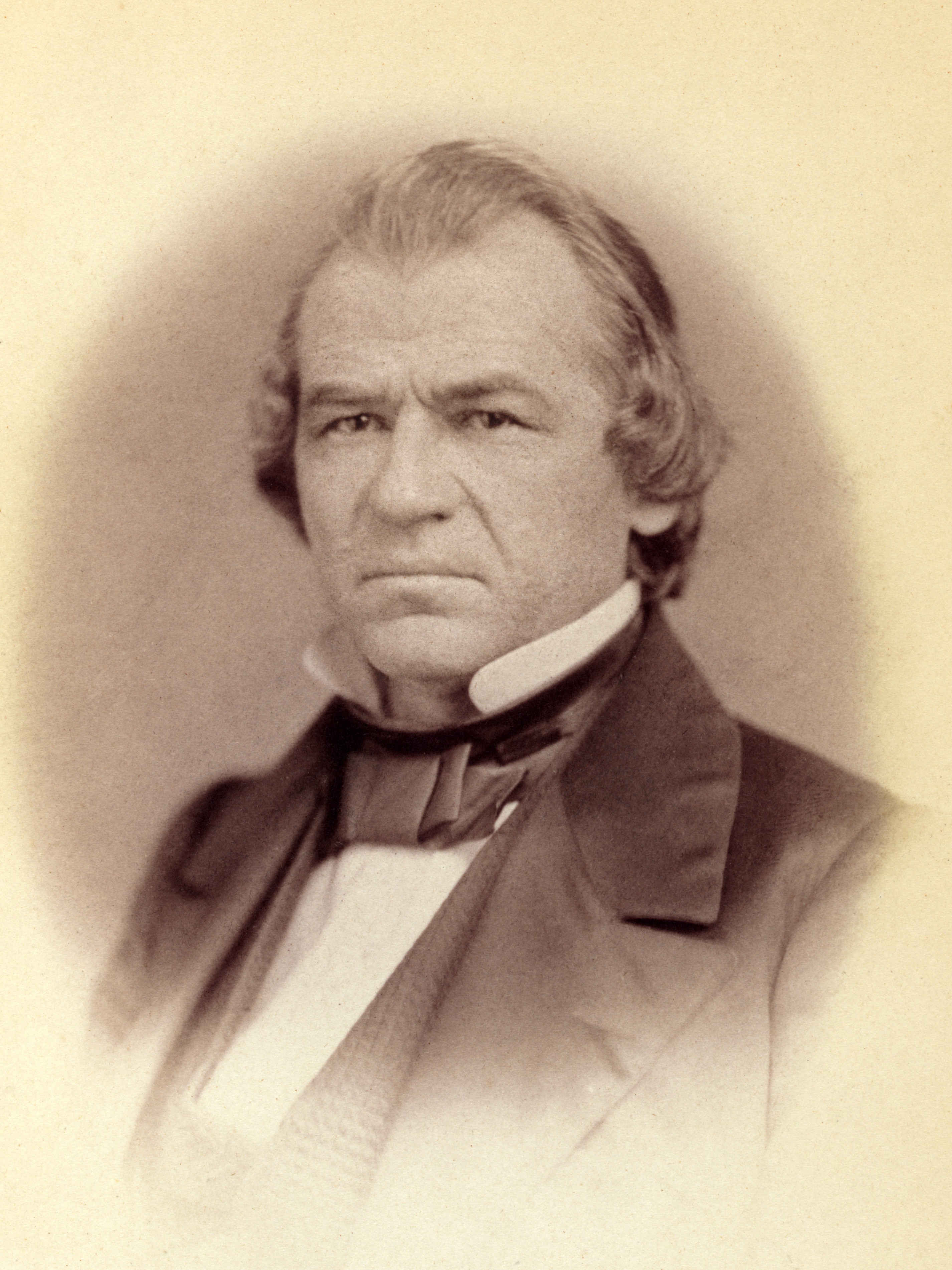
سناتور جانسون، ۱۸۵۹

برندگان در مبارزات قانونگذاری ایالتی ۱۸۵۷، پس از تشکیل جلسه در اکتبر، یک سناتور ایالات متحده را انتخاب خواهند کرد. فرماندار سابق ویگ، ویلیام بی کمپبل، به عمویش نوشت: «اضطراب بزرگ ویگ‌ها این است که اکثریت مجلس را انتخاب کنند تا اندرو جانسون را برای سناتور شکست دهند. اگر دموکرات‌ها اکثریت را داشته باشند، او قطعا انتخاب آنها خواهد بود. و هیچ مردی زندگی نمی‌کند که آمریکایی‌ها و ویگ‌ها به اندازه جانسون نسبت به او مخالفت کنند.» حزب او در رقابت فرمانداری و کنترل قوه مقننه پیروز شد. سخنرانی نهایی جانسون به عنوان فرماندار این فرصت را به او داد تا بر انتخاب کنندگان خود تأثیر بگذارد و او پیشنهاداتی را در میان دموکرات‌ها محبوب کرد. دو روز بعد مجلس او را به مجلس سنا برگزید. اپوزیسیون وحشت زده شد و روزنامه ریچموند ویگ از او به عنوان «بدترین رادیکال و بی وجدان‌ترین عوام فریب در اتحادیه» یاد کرد.
جانسون به دلیل سابقه اثبات شده‌اش به عنوان مردی محبوب در میان کشاورزان کوچک و تاجران خوداشتغال که اکثر رای‌دهندگان تنسی را تشکیل می‌دادند، مقام بالایی به دست آورد. او آنها را "پلبی" نامید. او در میان کارگزاران و وکلایی که حزب دموکرات ایالتی را رهبری می‌کردند، محبوبیت کمتری داشت، اما هیچ‌کدام نمی‌توانست با او به عنوان یک رأی‌دهنده برابری کند. پس از مرگ او، یکی از رای‌دهندگان تنسی دربارهٔ او نوشت: "جانسون همیشه برای همه یکسان بود… افتخاراتی که بر او وارد شد باعث نشد که او مهربانی با فروتن‌ترین شهروند را فراموش کند."او شخصیتی چشمگیر را نشان داد و استقامت تحمل مبارزات طولانی با سفرهای روزانه در جاده‌های بد را داشت که منجر به سخنرانی یا بحث دیگری می‌شد. او که عمدتاً ماشین آلات حزب را انکار می‌کرد، به شبکه ای از دوستان، مشاوران و مخاطبان متکی بود. یکی از دوستان، هیو داگلاس، در نامه ای به او اظهار داشت: "تو برای مدت طولانی در راه مردان بزرگ ما بوده‌ای. در قلب بسیاری از ما هرگز نمی‌خواستیم که شما فرماندار شوید، فقط هیچ‌یک از ما نمی‌توانستیم فرماندار شویم. ما فقط می‌خواستیم از شما استفاده کنیم، سپس نمی‌خواستیم شما به مجلس سنا بروید، بلکه مردم شما را می‌فرستند.»
سناتور جدید زمانی که کنگره در دسامبر ۱۸۵۷ تشکیل شد (دوره سلف او، جیمز سی جونز، در ماه مارس به پایان رسیده بود) در صندلی خود نشست. او طبق معمول بدون همسر و خانواده به واشینگتن آمد. الیزا در اولین باری که جانسون به عنوان سناتور در سال ۱۸۶۰ حضور داشت، تنها یک بار از واشینگتن بازدید کرد. جانسون بلافاصله اقدام به ارائه لایحه اسکان کشاورزان در سنا کرد، اما از آنجایی که اکثر سناتورهایی که از آن حمایت کردند شمالی بودند (بسیاری از آنها با حزب تازه تأسیس جمهوری‌خواه در ارتباط بودند)، موضوع مورد بحث قرار گرفت. در مورد مسئله برده داری گرفتار سوء ظن شد. سناتورهای جنوبی احساس می‌کردند کسانی که از مفاد لایحه اسکان کشاورزان استفاده می‌کنند، احتمالاً غیربرده‌داران شمالی هستند. موضوع برده داری با حکم دادگاه عالی در اوایل سال در درد اسکات در برابر سندفرد مبنی بر اینکه برده داری را نمی‌توان در قلمروها ممنوع کرد، پیچیده شده بود. جانسون، یک سناتور برده‌دار از یکی از ایالت‌های جنوبی، در ماه مه سال بعد در سنا سخنرانی بزرگی کرد تا همکارانش را متقاعد کند که لایحه خانه‌داری و برده‌داری ناسازگار نیستند. با این وجود، مخالفت جنوبی کلید شکست این قانون بود، ۳۰–۲۲. در سال ۱۸۵۹، زمانی که معاون رئیس‌جمهور برکینیج مخالفت خود را با این لایحه شکست داد، در یک رای‌گیری رویه ای شکست خورد و در سال ۱۸۶۰، یک نسخه ضعیف از هر دو مجلس تصویب شد، اما با اصرار جنوبی‌ها توسط بیوکنن وتو شد. جانسون به مخالفت خود با هزینه‌ها ادامه داد و ریاست کمیته ای را برای کنترل آن بر عهده گرفت.
او مخالف بودجه برای ساخت زیرساخت‌ها در واشینگتن دی سی بود و اظهار داشت که این غیرمنصفانه است که از شهروندان ایالتی انتظار داشته باشیم که هزینه خیابان‌های شهر را بپردازند، حتی اگر مقر دولت باشد. او با صرف پول برای سربازان برای سرکوب شورش توسط مورمون‌ها در قلمرو یوتا مخالف بود، زیرا ایالات متحده نباید ارتش دائمی داشته باشد.

#### بحران جدایی

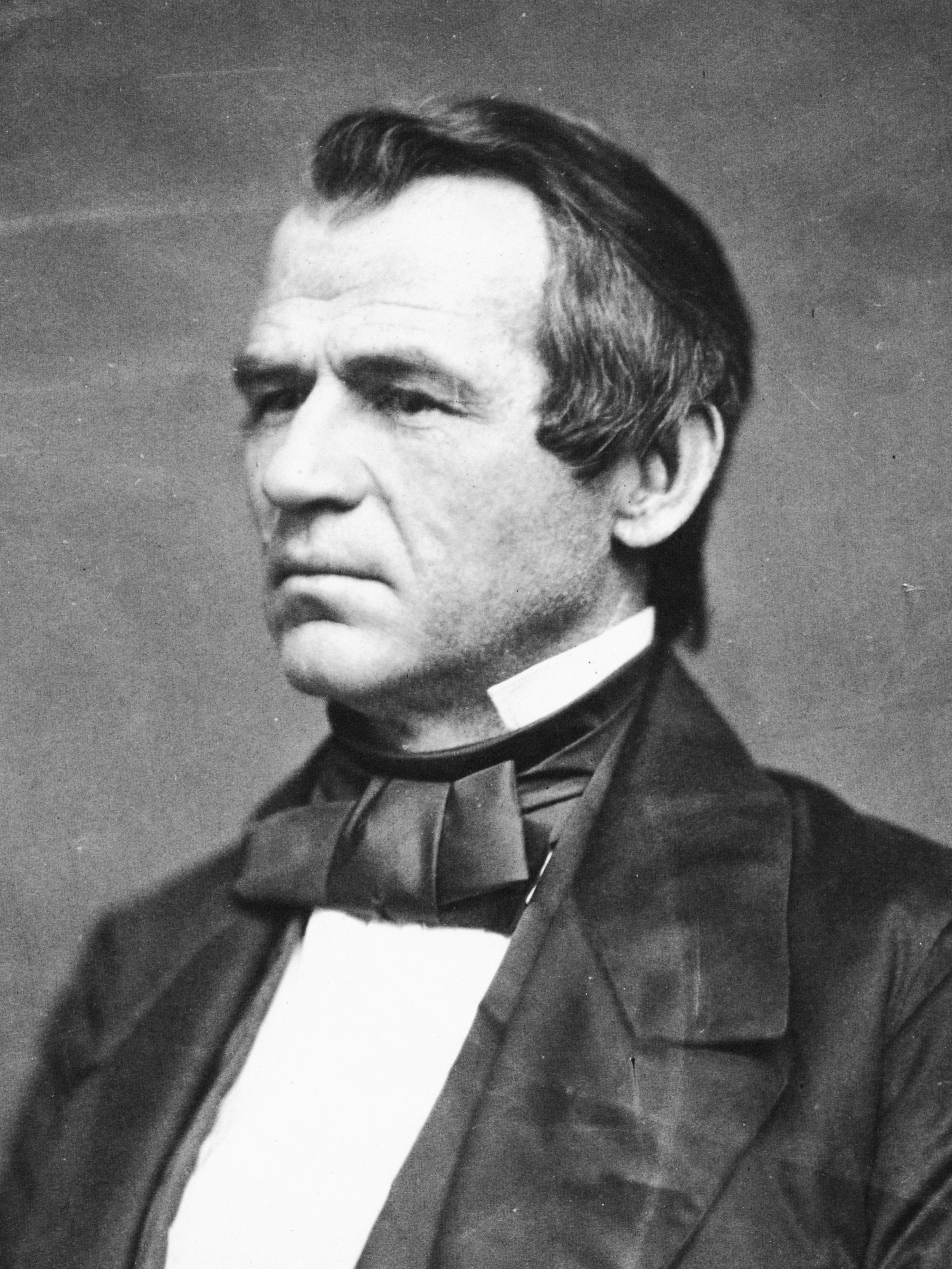
جانسون در سال ۱۸۶۰

در اکتبر ۱۸۵۹، جان براون، طرفدار الغا، و هوادارانش به زرادخانه فدرال در هارپرز، ویرجینیا (ویرجینیای غربی امروزی) حمله کردند. تنش در واشینگتن بین نیروهای طرفدار و ضد برده داری به شدت افزایش یافت. جانسون در ماه دسامبر یک سخنرانی مهم در سنا ایراد کرد و از شمالی‌هایی که اتحادیه را با تلاش برای غیرقانونی کردن برده‌داری به خطر می‌اندازند، محکوم کرد. سناتور تنسی اظهار داشت که «همه انسانها برابر آفریده شده‌اند» از اعلامیه استقلال در مورد آمریکایی‌های آفریقایی‌تبار صدق نمی‌کند، زیرا قانون اساسی ایلینوی حاوی این عبارت است - و آن سند رای دادن آمریکایی‌های آفریقایی‌تبار را ممنوع می‌کند. جانسون، در این زمان، مردی ثروتمند بود که ۱۴ برده داشت.
جانسون امیدوار بود که او یک نامزد سازش‌آمیز برای نامزدی ریاست‌جمهوری باشد زیرا حزب دموکرات خود را بر سر مسئله برده‌داری از هم پاشید. در جریان کنوانسیون ملی دموکرات‌ها در سال ۱۸۶۰ در چارلستون، کارولینای جنوبی، مشغول لایحه اسکان کشاورزان بود، او دو پسر خود و مشاور سیاسی ارشد خود را برای نمایندگی از منافع خود در انجام معاملات پشتیبان فرستاد. کنوانسیون به بن‌بست رسید و هیچ نامزدی نتوانست دو سوم آرای لازم را به دست آورد، اما طرفین آنقدر از هم دور بودند که جانسون را به عنوان یک مصالحه در نظر نگرفتند. حزب منشعب شد و شمالی‌ها از سناتور ایلینوی استیون داگلاس حمایت کردند در حالی که جنوبی‌ها از جمله جانسون از معاون رئیس‌جمهور برکینیج برای ریاست جمهوری حمایت کردند. در حالی که جان بل، سناتور سابق تنسی، نامزد حزب چهارم شد و آرا را بیشتر تقسیم کرد، حزب جمهوری‌خواه اولین رئیس‌جمهور خود، نماینده سابق ایلینوی، آبراهام لینکلن را انتخاب کرد. انتخاب لینکلن که به عنوان مخالف گسترش برده داری شناخته می‌شود، برای بسیاری در جنوب غیرقابل قبول بود. اگرچه جدایی از اتحادیه موضوعی در مبارزات انتخاباتی نبود، صحبت از آن در ایالات جنوبی آغاز شد.
جانسون پس از انتخابات به صحن مجلس سنا رفت و سخنرانی کرد که در شمال مورد استقبال قرار گرفت، «من از این دولت دست نمی‌کشم… نه؛ من قصد دارم در کنار آن بایستم… و از هر مردی که میهن پرست است دعوت می‌کنم. به … دور مذبح کشور مشترک خود جمع آوریم … و به خدای خود و هر آنچه مقدس است سوگند یاد کنیم که قانون اساسی حفظ شود و اتحادیه حفظ شود.» ایالت‌ها جدا شدند، او به جفرسون دیویس سناتور می‌سی‌سی‌پی یادآوری کرد که اگر جنوبی‌ها فقط کرسی‌های خود را حفظ کنند، دموکرات‌ها سنا را کنترل خواهند کرد و می‌توانند از منافع جنوب در برابر هرگونه تجاوز توسط لینکلن دفاع کنند. گوردون رید خاطرنشان می‌کند که در حالی که اعتقاد جانسون به یک اتحادیه غیرقابل تجزیه صادقانه بود، او رهبران جنوب، از جمله دیویس، که به زودی رئیس ایالات مؤتلفه آمریکا، تشکیل شده توسط دولت‌های جدا شده، خواهد شد، بیگانه کرده بود. اگر تنسی از ائتلافیه حمایت می‌کرد، او نفوذ کمی در دولت آن داشت.
جانسون زمانی که ایالتش موضوع جدایی را مطرح کرد به خانه بازگشت. جانشین وی به عنوان فرماندار، ایشام جی. هریس، و قوه مقننه، همه‌پرسی را در مورد اینکه آیا یک کنوانسیون قانون اساسی برای صدور مجوز جدایی برگزار کرد، ترتیب دادند. زمانی که این کار شکست خورد، آنها موضوع خروج از اتحادیه را به رای مردم گذاشتند. علی‌رغم تهدیدهای جانسون و تهاجمات واقعی، او علیه هر دو سؤال مبارزه کرد و گاهی با اسلحه روی میز سخنرانی جلوی او صحبت می‌کرد. اگرچه منطقه شرقی جانسون در تنسی عمدتاً مخالف جدایی بود، رفراندوم دوم تصویب شد و در ژوئن ۱۸۶۱، تنسی به ائتلافیه ملحق شد. جانسون با این باور که در صورت ماندن او کشته خواهد شد، از شکاف کامبرلند گریخت، جایی که در واقع به طرف حزبش تیراندازی شد. او همسر و خانواده خود را در گرینویل ترک کرد.
جانسون به عنوان تنها عضوی از یک ایالت جدا شده که در سنا باقی ماند و برجسته‌ترین اتحادیه‌گرای جنوبی بود، در ماه‌های اولیه جنگ گوش لینکلن را داشت. در حالی که بیشتر تنسی در دست ائتلافیه بود، جانسون تعطیلات کنگره را در کنتاکی و اوهایو گذراند، و تلاش بیهوده ای برای متقاعد کردن هر فرمانده اتحادیه که به انجام عملیات در شرق تنسی گوش می‌داد، سپری کرد.

### فرماندار نظامی تنسی

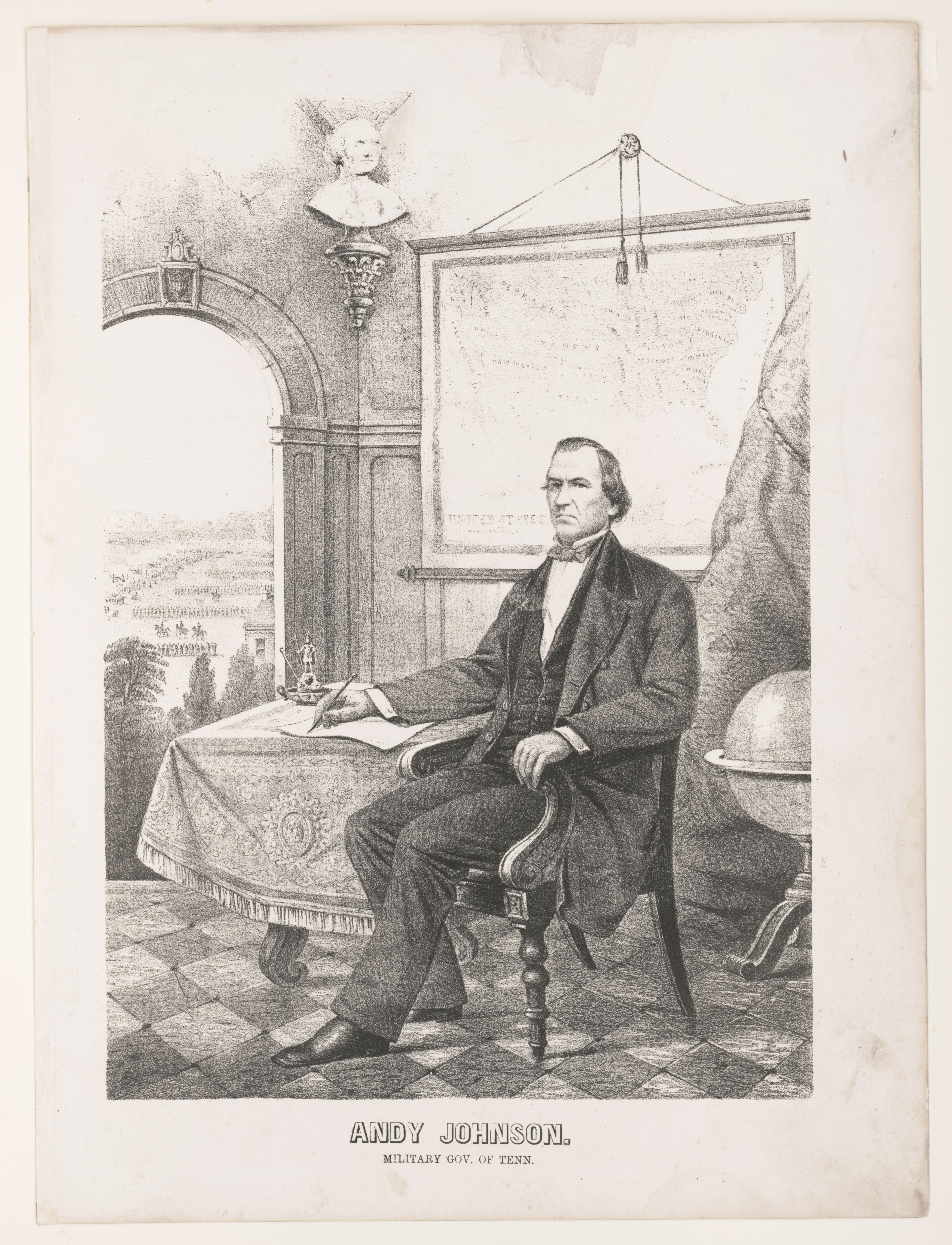
جانسون به عنوان فرماندار نظامی

اولین دوره تصدی جانسون در سنا در مارس ۱۸۶۲ زمانی که لینکلن او را به فرمانداری نظامی تنسی منصوب کرد به پایان رسید. بسیاری از بخش‌های مرکزی و غربی آن ایالت جدا شده بازپس گرفته شده بود. اگرچه برخی استدلال می‌کردند که دولت مدنی باید به سادگی از سر گرفته شود که مؤتلفه‌ها در یک منطقه شکست بخورند، لینکلن تصمیم گرفت از قدرت خود به عنوان فرمانده کل برای انتصاب فرمانداران نظامی در مناطق جنوبی تحت کنترل اتحادیه استفاده کند. سنا به سرعت نامزدی جانسون را همراه با درجه سرتیپی تأیید کرد. در پاسخ، مؤتلفه‌ها زمین و بردگانش را مصادره کردند و خانه او را به بیمارستان نظامی تبدیل کردند. بعداً در سال ۱۸۶۲، پس از خروج او از سنا و در غیاب اکثر قانونگذاران جنوبی، قوانین اسکان کشاورزان سرانجام به تصویب رسید. همراه با قوانین مربوط به کالج‌های اعطای زمین و راه‌آهن بین قاره‌ای، لایحه اسکان کشاورزان با باز کردن غرب ایالات متحده برای حل و فصل اعتبار شناخته شده است.
جانسون به عنوان فرماندار نظامی به دنبال حذف نفوذ شورشیان در ایالت بود. او خواستار سوگند وفاداری از مقامات دولتی شد و تمام روزنامه‌های متعلق به هواداران ائتلافیه را تعطیل کرد. بخش اعظم شرق تنسی در دست ائتلافیه باقی ماند و جزر و مد جنگ در سال ۱۸۶۲ گاهی کنترل ائتلافیه را دوباره به نشویل نزدیک کرد. با این حال، ائتلافیه‌ها به همسر و خانواده او اجازه دادند تا از خطوط عبور کنند تا به او بپیوندند. جانسون تا جایی که می‌توانست دفاع از نشویل را به عهده گرفت، اگرچه شهر به‌طور مداوم توسط حملات سواره نظام به رهبری ژنرال نیتن بدفورد فارست مورد آزار و اذیت قرار می‌گرفت. تا زمانی که ژنرال ویلیام روزکرانس در اوایل سال ۱۸۶۳، ائتلافیه‌ها را در مورفریسبورو شکست داد، امدادی از اعضای منظم اتحادیه حاصل نشد.
هنگامی که لینکلن در ژانویه ۱۸۶۳ اعلامیه آزادی بردگان را صادر کرد و برای همه بردگان در مناطق تحت کنترل ائتلافیه اعلام آزادی کرد، به درخواست جانسون تنسی را معاف کرد. این اعلامیه بحث را در مورد اینکه برده‌ها پس از جنگ چه می‌شوند افزایش داد، زیرا همه اتحادیه‌گرایان از الغاء حمایت نکردند. جانسون سرانجام تصمیم گرفت که بردگی باید پایان یابد. او نوشت: «اگر نهاد برده داری… به دنبال سرنگونی آن [حکومت] باشد، دولت حق آشکاری دارد که آن را نابود کند». او با اکراه از تلاش‌ها برای جذب بردگان سابق به ارتش اتحادیه حمایت کرد، زیرا احساس می‌کرد که آمریکایی‌های آفریقایی‌تبار باید وظایف پستی را برای آزاد کردن آمریکایی‌های سفیدپوست برای انجام جنگ انجام دهند. با این وجود، او موفق شد ۲۰٬۰۰۰ سرباز سیاه‌پوست را برای خدمت به اتحادیه استخدام کند.

## معاونت ریاست جمهوری (۱۸۶۵)

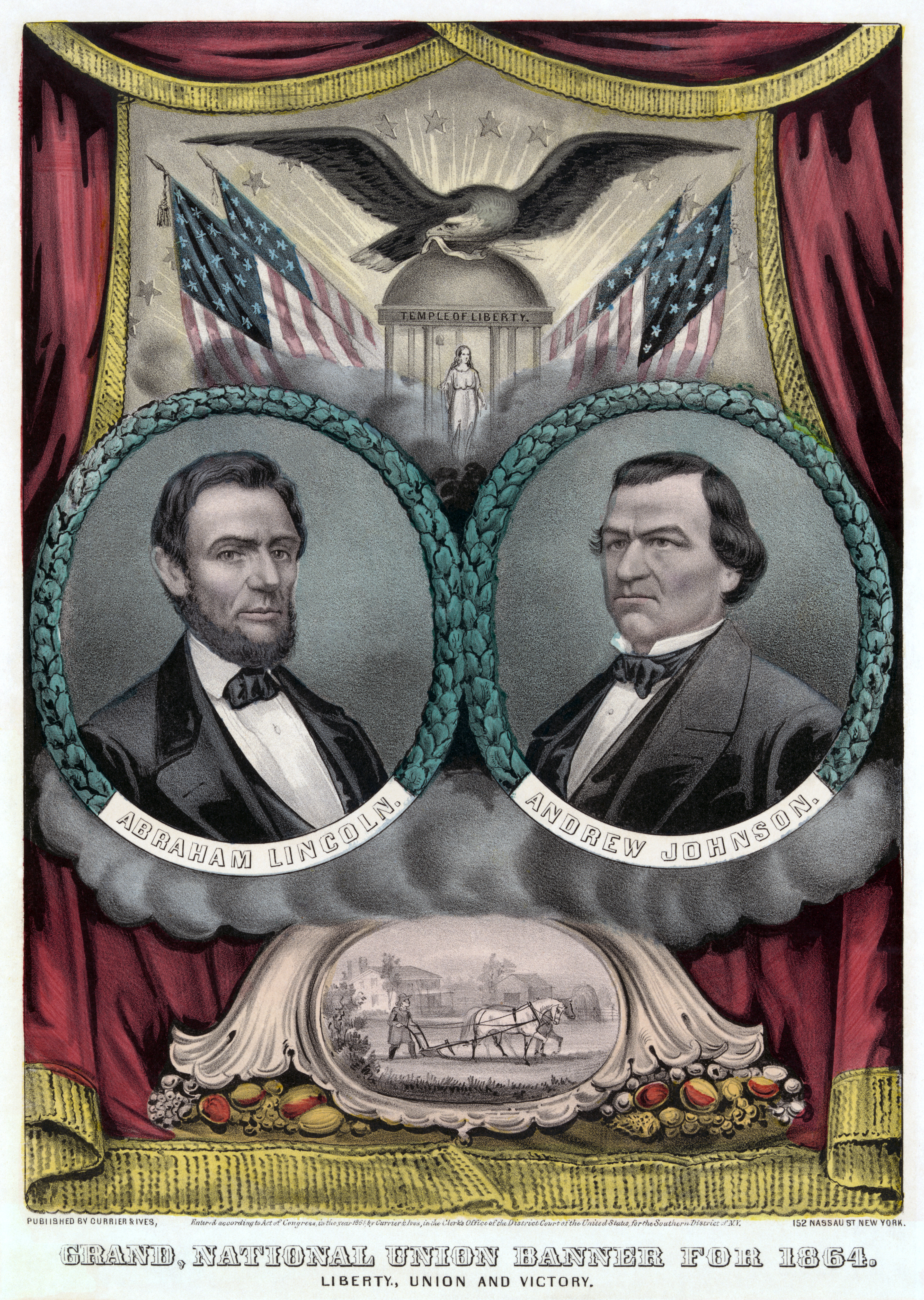
پوستر بلیت لینکلن و جانسون توسط کریر و ایوز

در سال ۱۸۶۰، معاون لینکلن، سناتور هانیبال هملین از مین بود. اگرچه هملین با شایستگی خدمت کرده بود، از سلامت خوبی برخوردار بود، و مایل بود دوباره نامزد شود، جانسون به عنوان نامزد انتخاباتی مجدد لینکلن در سال ۱۸۶۴ ظاهر شد.
لینکلن در سال ۱۸۶۴ چندین دموکرات جنگی را برای این بلیت در نظر گرفت و مأموری را فرستاد تا ژنرال بنجامین باتلر را به عنوان یکی از معاونان احتمالی معرفی کند. در ماه مه ۱۸۶۴، رئیس‌جمهور ژنرال دانیل سیکلس را برای یک مأموریت حقیقت یاب به نشویل اعزام کرد. اگرچه سیکلس حضور او برای تحقیق یا مصاحبه با فرماندار نظامی را انکار کرد، زندگی‌نامه‌نویس جانسون، هانس ال ترفوس، معتقد است که سفر سیکلس به نامزدی بعدی جانسون برای معاونت رئیس‌جمهور مرتبط بود. به گفته مورخ آلبرت کاستل در گزارش خود از ریاست جمهوری جانسون، لینکلن تحت تأثیر مدیریت جانسون در تنسی قرار گرفت. گوردون رید خاطرنشان می‌کند که در حالی که بلیت لینکلن-هملین ممکن است در سال ۱۸۶۰ از نظر جغرافیایی متعادل در نظر گرفته شود، «وجود جانسون، دموکرات جنگی جنوبی، پیام درستی را در مورد حماقت جدایی و ظرفیت مستمر برای اتحاد در داخل کشور ارسال کرد. عامل دیگر تمایل ویلیام سیوارد وزیر امور خارجه برای ناکام گذاشتن نامزدی معاون رئیس‌جمهور همکار نیو یورکر و سناتور سابق دانیل اس. دیکینسن، دموکرات جنگی، زیرا اگر سیوارد دیگری معاون رئیس‌جمهور می‌شد، احتمالاً باید جای خود را تسلیم می‌کرد. جانسون، هنگامی که خبرنگاران هدف احتمالی دیدار سیکلس را به او گفتند، از طرف خودش فعال بود، سخنرانی می‌کرد و از دوستان سیاسی‌اش می‌خواست در پشت صحنه کار کنند تا نامزدی او را تقویت کنند.
لینکلن برای اینکه در سال ۱۸۶۴ موضوع وحدت را به تصویر بکشد، به جای جمهوری خواهان، زیر پرچم حزب متحد ملی شرکت کرد. در کنوانسیون حزب در بالتیمور در ژوئن، لینکلن به راحتی نامزد شد، اگرچه صحبت‌هایی در مورد جایگزینی او با یک افسر کابینه یا یکی از ژنرال‌های موفق تر وجود داشت. پس از اینکه کنوانسیون از لینکلن حمایت کرد، سایمون کامرون، وزیر جنگ سابق، قطعنامه ای برای نامزدی هملین ارائه کرد، اما شکست خورد. جانسون توسط سی ام. آلن از ایندیانا با یک نماینده آیووا که آن را فرستاده است. در اولین رای‌گیری، جانسون با ۲۰۰ رای در مقابل ۱۵۰ برای هملین و ۱۰۸ رای برای دیکینسن پیشتاز شد. در دومین رای‌گیری، کنتاکی رای خود را به جانسون تغییر داد و شروع به ازدحام کرد. جانسون در رای دوم با ۴۹۱ رای در مقابل ۱۷ رای هملین و ۸ رای برای دیکینسن انتخاب شد. لینکلن از نتیجه ابراز خرسندی کرد، «فکر می‌کنم اندی جانسون مرد خوبی است.» هنگامی که خبر به نشویل رسید، جمعیتی گرد آمدند و فرماندار نظامی موظف شد با سخنرانی در مورد انتخاب خود به‌عنوان یک جنوبی صحبت کند. در واقع اتحادیه را ترک نکرده بود.

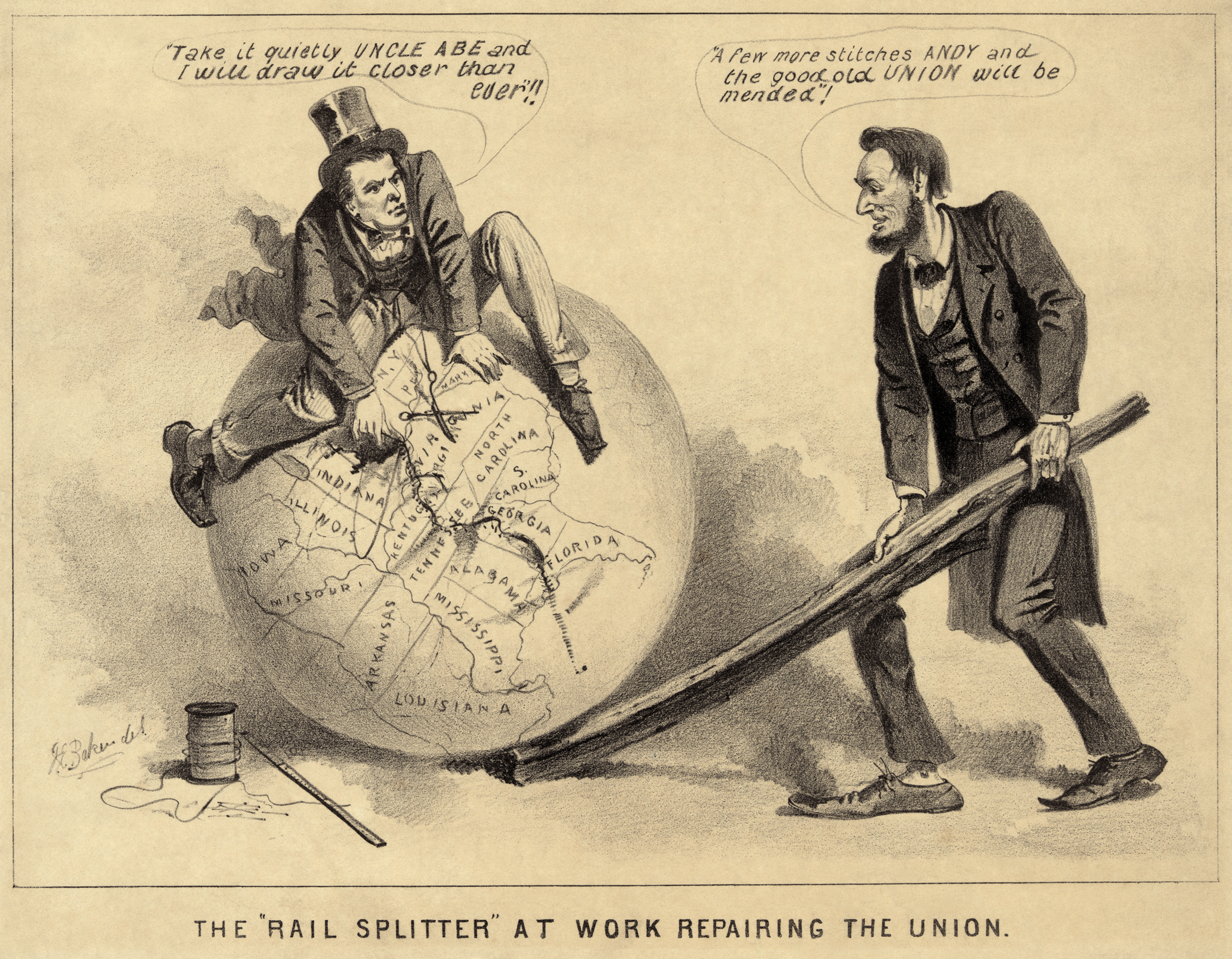
کارتون ۱۸۶۵ که لینکلن و جانسون را نشان می‌دهد که از استعداد خود به‌عنوان شکافنده و خیاط برای تعمیر اتحادیه استفاده می‌کنند.

اگرچه در آن زمان غیرمعمول بود که یک نامزد ملی به‌طور فعال مبارزات انتخاباتی کند، جانسون چندین سخنرانی در تنسی، کنتاکی، اوهایو و ایندیانا ایراد کرد. او همچنین به دنبال افزایش شانس خود در تنسی و در عین حال برقراری مجدد دولت مدنی با محدود کردن سوگند وفاداری بود، زیرا رای‌دهندگان اکنون باید سوگند یاد کنند که با توافق با ائتلافیه مخالفند. جورج بی مک‌کللن، نامزد دموکرات‌ها برای ریاست‌جمهوری، امیدوار بود که با مذاکره از خونریزی بیشتر جلوگیری کند و بنابراین سوگند سخت‌گیرانه‌تر برای وفاداری، عملاً حامیانش را محروم کرد. لینکلن از غلبه بر جانسون خودداری کرد و بلیت آنها با ۲۵٬۰۰۰ رای ایالت را به خود اختصاص داد. کنگره از شمارش آرای انتخاباتی تنسی خودداری کرد، اما لینکلن و جانسون به آنها نیازی نداشتند، زیرا در اکثر ایالت‌هایی که رای داده بودند پیروز شدند و به راحتی انتخابات را تضمین کردند.
اکنون معاون رئیس‌جمهور منتخب جانسون مشتاق بود تا کار ایجاد مجدد دولت غیرنظامی در تنسی را تکمیل کند، اگرچه جدول زمانی انتخاب فرماندار جدید اجازه نداد تا پس از روز تحلیف، یعنی ۴ مارس، این کار انجام شود. نشویل برای تکمیل وظیفه اش، اما مشاوران لینکلن به او گفتند که نمی‌تواند بماند، اما با لینکلن سوگند یاد خواهد کرد. در این ماه‌ها، نیروهای اتحادیه بازپس‌گیری شرق تنسی، از جمله گرینویل را به پایان رساندند. درست قبل از خروج او، رای‌دهندگان تنسی قانون اساسی جدیدی را تصویب کردند که برده داری را لغو کرد، در ۲۲ فوریه ۱۸۶۵. یکی از آخرین اقدامات جانسون به عنوان فرماندار نظامی تأیید نتایج بود.
جانسون برای ادای سوگند به واشینگتن سفر کرد، اگرچه به گفته گوردون رید، «با توجه به آنچه در ۴ مارس ۱۸۶۵ اتفاق افتاد، شاید بهتر بود جانسون در نشویل می‌ماند.» کاستل به تب حصبه اشاره کرد، اگرچه گوردون رید اشاره می‌کند که هیچ مدرک مستقلی برای آن تشخیص وجود ندارد. در غروب ۳ مارس، جانسون در مهمانی به افتخار او شرکت کرد که در آن مشروب زیادی نوشید. صبح روز بعد در کاپیتول آویزان شد و از معاون رئیس‌جمهور هملین مقداری ویسکی خواست. هملین یک بطری تولید کرد و جانسون دو نوشیدنی سفت مصرف کرد و گفت: «من برای موقعیتی که می‌توانم به تمام نیرو نیاز دارم.» در مجلس سنا، جانسون در حالی که لینکلن، کنگره و مقامات بلندپایه نگاه می‌کردند، نطقی پر سر و صدا ایراد کرد. او در برخی مواقع تقریباً ناهماهنگ بود، سرانجام در پیچ و خم متوقف شد، در نتیجه هملین با عجله او را به عنوان معاون رئیس‌جمهور سوگند یاد کرد. لینکلن که با غم و اندوه در جریان افتضاح تماشا کرده بود، سپس به مراسم سوگند خود در خارج از کاپیتول رفت و دومین سخنرانی تحسین شده خود را در مراسم تحلیف ایراد کرد.
در هفته‌های پس از تحلیف، جانسون تنها برای مدت کوتاهی ریاست سنا را بر عهده داشت و در خانه یکی از دوستانش به نام فرانسیس پرستون بلر در مریلند از تمسخر عمومی پنهان شد. وقتی او به واشینگتن بازگشت، قصد داشت به تنسی برود تا خانواده اش را در گرینویل مستقر کند. در عوض، پس از شنیدن خبر اینکه ژنرال یولیسیز سایمن گرانت، پایتخت ائتلافیه ریچموند، ویرجینیا را تسخیر کرده بود، باقی ماند و پایان جنگ را پیش‌بینی می‌کرد. لینکلن، در پاسخ به انتقاد از رفتار جانسون، اظهار داشت که «من سال‌ها است که اندی جانسون را می‌شناسم؛ او روز گذشته لغزش بدی انجام داد، اما شما نباید بترسید؛ اندی یک مست نیست.»

## ریاست جمهوری (۱۸۶۵–۱۸۶۹)

### الحاق

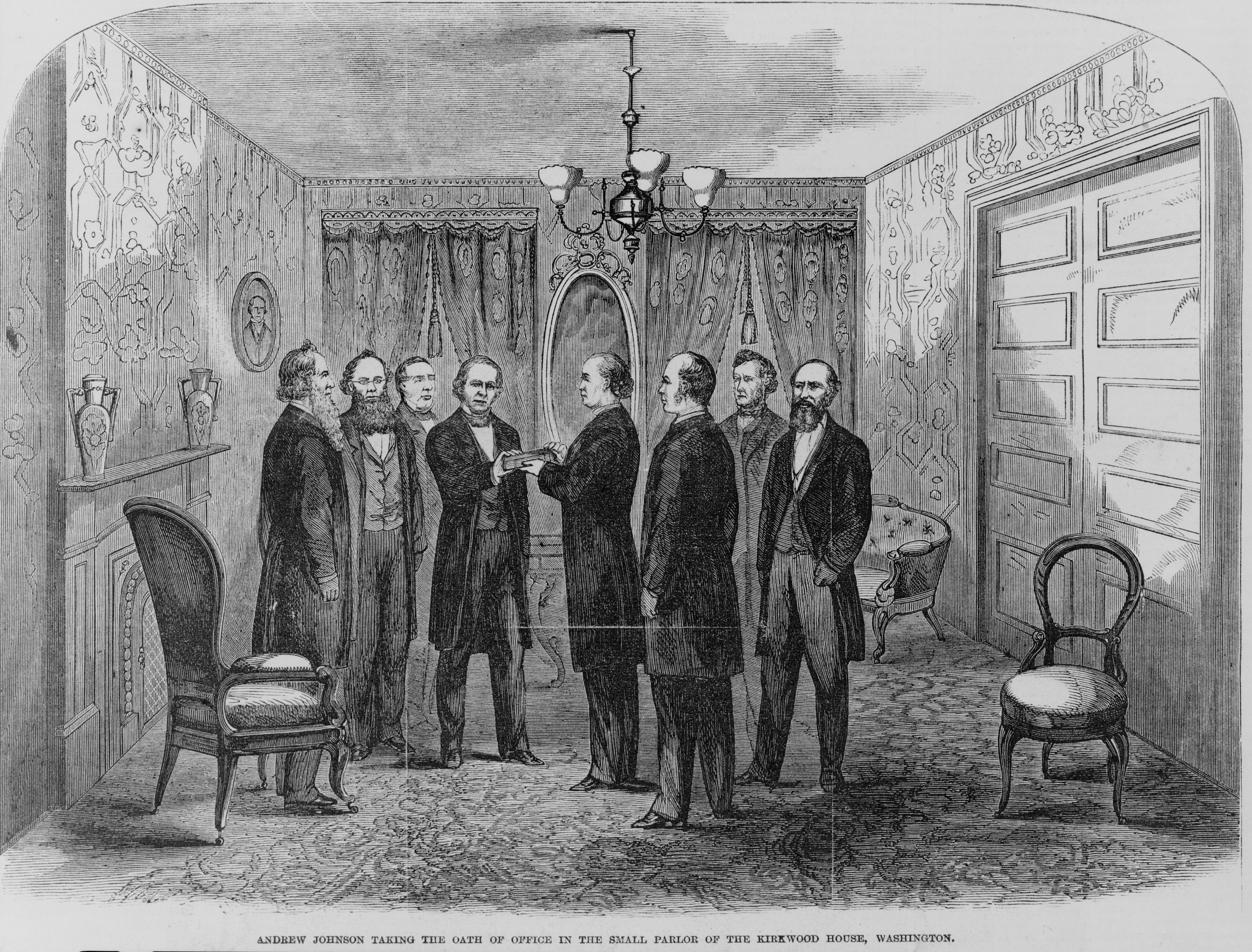
حکاکی چوبی معاصر جانسون که توسط رئیس قاضی چیس سوگند یاد می‌کند در حالی که اعضای کابینه نگاه می‌کنند، ۱۵ آوریل ۱۸۶۵

در بعدازظهر ۱۴ آوریل ۱۸۶۵، لینکلن و جانسون برای اولین بار پس از تحلیف با یکدیگر ملاقات کردند. ترفوس بیان می‌کند که جانسون می‌خواست «لینکلن را وادار کند که نسبت به خائنان خیلی ملایم نباشد».
در آن شب، رئیس‌جمهور لینکلن در تئاتر فورد توسط جان ویلکس بوث، یکی از هواداران ائتلافیه، مورد اصابت گلوله قرار گرفت و به مرگ مجروح شد. تیراندازی به رئیس‌جمهور بخشی از یک توطئه برای ترور لینکلن، جانسون و سیوارد در همان شب بود. سیوارد به سختی از زخم‌هایش جان سالم به در برد، در حالی که جانسون از حمله فرار کرد زیرا قاتل احتمالی او، جورج آتزرودت، به جای کشتن معاون رئیس‌جمهور مست شد. لئونارد جی. فارول، یکی از اعضای همسایه خانه کرکوود، جانسون را با خبر تیراندازی لینکلن از خواب بیدار کرد. جانسون با عجله به بستر مرگ رئیس‌جمهور رفت، جایی که مدت کوتاهی در آنجا ماند و در بازگشت قول داد، «آنها برای این رنج خواهند برد.» مراسم سوگند جانسون بین ساعت ۱۰ و ۱۱ صبح با ریاست قاضی سالمون پی چیس در حضور اکثر اعضای کابینه انجام شد. رفتار جانسون توسط روزنامه‌ها به عنوان «موجب و باوقار» توصیف شد. برخی از اعضای کابینه آخرین بار جانسون را در مراسم تحلیف دیده بودند که ظاهراً مست بود. در ظهر، جانسون اولین جلسه کابینه خود را در دفتر وزیر خزانه داری برگزار کرد و از همه اعضا خواست که در سمت خود باقی بمانند.
وقایع ترور منجر به گمانه‌زنی‌هایی در مورد جانسون و آنچه توطئه‌گران ممکن است برای او داشته باشند، شد. به امید بیهوده نجات جانسون پس از دستگیری، آتزرودت در مورد این توطئه صحبت کرد، اما چیزی نگفت که نشان دهد ترور جانسون صرفاً یک حقه بوده است. نظریه پردازان توطئه به این واقعیت اشاره می‌کنند که در روز ترور، بوث به خانه کرکوود آمد و یکی از کارت‌های خود را نزد منشی خصوصی جانسون، ویلیام ای. براونینگ، گذاشت. پیام روی آن این بود: «نمی‌خواهم مزاحمت شوم. در خانه هستی؟ جی. ویلکس بوث.»
جانسون با عزت بر مراسم تشییع جنازه لینکلن در واشینگتن، قبل از اینکه جسد سلف او برای خاکسپاری به خانه اش به اسپرینگفیلد، ایلینوی فرستاده شود، اداره می‌کرد. اندکی پس از مرگ لینکلن، ژنرال اتحادیه ویلیام تکامسه شرمن گزارش داد که او بدون مشورت با واشینگتن، با ژنرال ائتلافیه جوزف جانستون برای تسلیم نیروهای ائتلافیه در کارولینای شمالی در ازای باقی ماندن دولت ایالتی در قدرت، به توافق آتش‌بس دست یافته است. با حقوق مالکیت خصوصی (بردگان) که باید رعایت شود. این حتی به کسانی که در بردگی بودند آزادی نداد. این برای جانسون یا کابینه قابل قبول نبود، زیرا شرمن برای تسلیم شدن بدون انجام معاملات سیاسی، پیامی فرستاد که او انجام داد. علاوه بر این، جانسون ۱۰۰٬۰۰۰ دلار جایزه (معادل ۱٫۹۹ میلیون دلار در سال ۲۰۲۳) برای رئیس‌جمهور ائتلافیه، دیویس، که در آن زمان فراری بود، تعیین کرد، که به جانسون شهرت مردی داد که در جنوب سختگیر بود. جنجال برانگیزتر، او اجازه اعدام مری سورات را به خاطر نقش او در ترور لینکلن داد. سورات با سه نفر دیگر از جمله آتزرودت در ۷ ژوئیه ۱۸۶۵ اعدام شد.

### بازسازی

#### پس زمینه

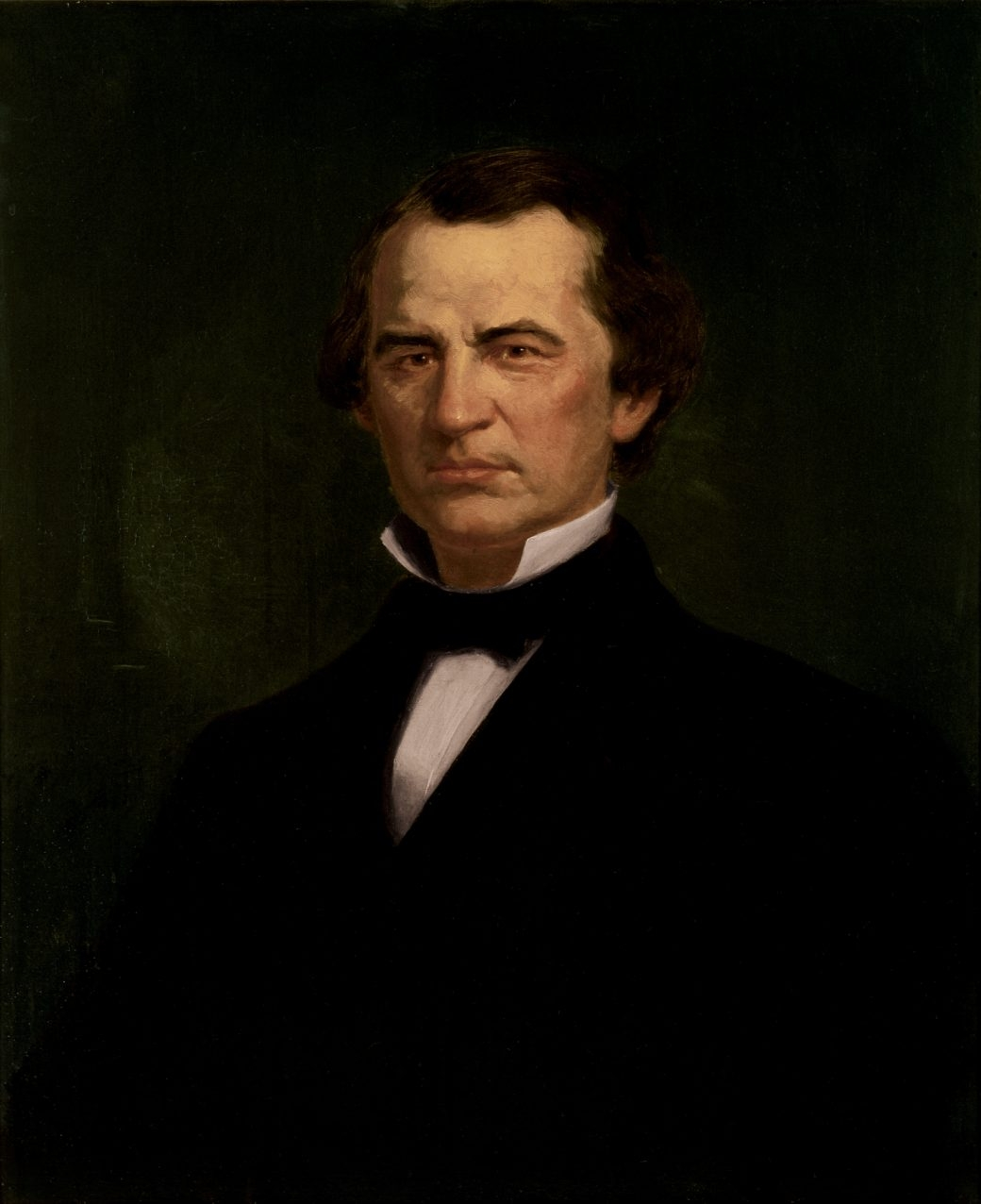
پرتره رسمی رئیس‌جمهور جانسون، ۱۸۸۰

جانسون پس از تصدی مسئولیت، با این سؤال مواجه شد که با ائتلافیه سابق چه باید کرد. رئیس‌جمهور لینکلن به دولت‌های وفادار در ویرجینیا، آرکانزاس، لوئیزیانا و تنسی اجازه داده بود که اتحادیه بخش‌های زیادی از این ایالت‌ها را تحت کنترل خود درآورد و از طرحی ده درصدی حمایت کرد که اجازه می‌دهد پس از اینکه ده درصد رأی‌دهندگان در هر ایالت سوگند یاد کنند، انتخابات آینده برگزار شود. کنگره این را بسیار ملایم تلقی کرد. طرح خود، که اکثر رأی دهندگان را ملزم به ادای سوگند وفاداری می‌کرد، در سال ۱۸۶۴ هر دو مجلس را تصویب کرد، اما جیب لینکلن آن را وتو کرد.
جانسون در بازسازی سه هدف داشت. او به دنبال بازسازی سریع ایالت‌ها بود، به این دلیل که آنها هرگز واقعاً اتحادیه را ترک نکرده بودند، و بنابراین باید پس از تشکیل دولت توسط شهروندان وفادار، دوباره به رسمیت شناخته شوند. از نظر جانسون، حق رای آفریقایی-آمریکایی‌ها یک تأخیر و حواس‌پرتی بود. تصمیم‌گیری در مورد اینکه چه کسی باید رای دهد، همیشه مسئولیت دولت بوده است. دوم، قدرت سیاسی در ایالت‌های جنوبی باید از طبقه کاشت‌کننده به «پلبی‌های» محبوب او منتقل شود. جانسون می‌ترسید که آزادگان، که بسیاری از آنها هنوز از نظر اقتصادی به اربابان سابق خود وابسته بودند، ممکن است به دستور آنها رأی دهند. سومین اولویت جانسون، انتخاب خودش در سال ۱۸۶۸ بود، شاهکاری که هیچ‌کس که جانشین رئیس‌جمهور متوفی شده بود، موفق به انجام آن نشده بود، و تلاش برای تضمین یک ائتلاف دموکرات ضد بازسازی کنگره در جنوب.
جمهوری خواهان چند جناح تشکیل داده بودند. جمهوری خواهان رادیکال به دنبال رای دادن و سایر حقوق مدنی برای آمریکایی‌های آفریقایی‌تبار بودند. آنها بر این باور بودند که آزادگان می‌توانند برای قدردانی از رهایی به جمهوری‌خواهان رأی دهند، و آرای سیاه‌پوستان می‌تواند جمهوری‌خواهان را در قدرت و دموکرات‌های جنوبی، از جمله شورشیان سابق، را از نفوذ دور نگه دارد. آنها معتقد بودند که ائتلافیه‌های برتر باید مجازات شوند. جمهوری خواهان میانه‌رو به دنبال دور نگه داشتن دموکرات‌ها از قدرت در سطح ملی و جلوگیری از به دست گرفتن مجدد قدرت توسط شورشیان سابق بودند. آنها به اندازه همکاران رادیکال خود در مورد ایده حق رای آفریقایی-آمریکایی‌ها مشتاق نبودند، چه به دلیل نگرانی‌های سیاسی محلی خود، و چه به این دلیل که معتقد بودند که آزادگان احتمالاً به بدی رأی خواهند داد. دموکرات‌های شمالی طرفدار احیای بی قید و شرط ایالت‌های جنوبی بودند. آنها از حق رای آفریقایی-آمریکایی، که ممکن است کنترل دموکرات‌ها در جنوب را تهدید کند، حمایت نکردند.

#### بازسازی ریاست جمهوری
جانسون در ابتدا مجبور شد سیاست بازسازی را بدون مداخله قانونی طراحی کند، زیرا کنگره قرار بود تا دسامبر ۱۸۶۵ دوباره تشکیل جلسه دهد. جمهوری خواهان رادیکال به رئیس‌جمهور گفتند که ایالت‌های جنوبی از نظر اقتصادی در وضعیت هرج و مرج هستند و از او خواستند از اهرم خود برای پافشاری بر حقوق آزادگان به عنوان شرط بازگشت به اتحادیه استفاده کند. اما جانسون، با حمایت مقامات دیگر از جمله سیوارد، اصرار داشت که حق رای دادن یک ایالت است، نه یک موضوع فدرال. کابینه در این مورد اختلاف نظر داشت.
اولین اقدامات بازسازی جانسون دو اعلامیه بود، با حمایت متفق القول کابینه وی، در ۲۹ مه. یکی دولت ویرجینیا را به رهبری فرماندار موقت فرانسیس پیرپونت به رسمیت شناخت. دومی عفو را برای همه شورشیان سابق به جز کسانی که دارایی به ارزش ۲۰٬۰۰۰ دلار یا بیشتر داشتند، در نظر گرفت. همچنین یک فرماندار موقت برای کارولینای شمالی منصوب کرد و اجازه برگزاری انتخابات را داد. هیچ‌یک از این اعلامیه‌ها شامل مقرراتی در مورد حق رای سیاهپوستان یا حقوق آزادگان نمی‌شد. رئیس‌جمهور دستور داد که کنوانسیون‌های قانون اساسی در سایر کشورهای شورشی سابق برگزار شود.
زمانی که ایالت‌های جنوبی روند تشکیل دولت‌ها را آغاز کردند، سیاست‌های جانسون از حمایت عمومی قابل توجهی در شمال برخوردار شد، که او به عنوان حمایت بی قید و شرط برای بازگرداندن سریع جنوب در نظر گرفت. در حالی که او چنین حمایتی را از جنوب سفید دریافت می‌کرد، عزم شمالی‌ها را برای اطمینان از اینکه جنگ بیهوده انجام نشده بود دست کم گرفت. در افکار عمومی شمال این مهم بود که جنوب شکست خود را بپذیرد، به بردگی پایان داده شود، و وضعیت سیاهپوستان آمریکایی بهبود یابد. حق رای در آن زمان از اهمیت کمتری برخوردار بود - فقط تعداد انگشت شماری از ایالت‌های شمالی (بیشتر در نیوانگلند) به مردان آفریقایی-آمریکایی حق رای دادن بر اساس همان سفیدپوستان را دادند و در اواخر سال ۱۸۶۵، کنکتیکت، ویسکانسین و مینه سوتا رای منفی دادند. افکار عمومی شمالی انفعال جانسون در مورد حق رای سیاهپوستان را به عنوان یک آزمایش تحمل کردند تا در صورت تسریع پذیرش شکست توسط جنوب مجاز باشد. در عوض، سفیدپوستان جنوبی احساس شجاعت می‌کردند. تعدادی از ایالت‌های جنوبی کدهای سیاه را تصویب کردند، کارگران آفریقایی-آمریکایی را با قراردادهای سالانه ای که نمی‌توانستند ترک کنند، به مزارع ملزم می‌کردند و به مجریان قانون اجازه می‌دادند تا آنها را به خاطر ولگردی دستگیر کنند و کارشان را اجاره دهند. اکثر جنوبی‌هایی که به کنگره انتخاب شدند از کنفدراسیون‌های سابق بودند که برجسته‌ترین آنها سناتور منتخب جورجیا و معاون سابق رئیس‌جمهور ائتلافیه الکساندر استیونز بود. کنگره در اوایل دسامبر ۱۸۶۵ تشکیل شد. پیام آشتی جویانه سالانه جانسون به آنها با استقبال خوبی روبرو شد. با این وجود، کنگره از حضور قانونگذاران جنوبی خودداری کرد و کمیته ای را برای توصیه قوانین بازسازی مناسب ایجاد کرد.
شمالی‌ها از این ایده که رهبران کنفدراسیون پشیمان نشده بودند، مانند استیونز، که در زمانی که زخم‌های عاطفی ناشی از جنگ خام باقی مانده بود، دوباره به دولت فدرال پیوستند، خشمگین شدند. آنها کدهای سیاه را دیدند که آمریکایی‌های آفریقایی‌تبار را در موقعیتی قرار می‌داد که به سختی بالاتر از بردگی بود. جمهوری خواهان همچنین می‌ترسیدند که احیای ایالت‌های جنوبی دموکرات‌ها را به قدرت بازگرداند. علاوه بر این، به گفته دیوید او. استوارت در کتاب خود در مورد استیضاح جانسون، «خشونت و فقری که جنوب را تحت ستم قرار می‌دهد، مخالفان جانسون را تحریک می‌کند».

#### جدایی از جمهوری خواهان: ۱۸۶۶
کنگره تمایلی به رویارویی با رئیس‌جمهور نداشت و در ابتدا تنها به دنبال تنظیم دقیق سیاست‌های جانسون در قبال جنوب بود. به گفته ترفوس، «اگر زمانی بود که جانسون می‌توانست با میانه روهای حزب جمهوری خواه به توافق برسد، آن دوره پس از بازگشت کنگره بود.» رئیس‌جمهور از اقدامات تحریک آمیز حزب ناراضی بود. ایالت‌های جنوبی، و در مورد تداوم کنترل توسط نخبگان پیش از جنگ در آنجا، اما هیچ اظهارنظری علنی نکرد و معتقد بود که جنوبی‌ها حق دارند همان‌طور که انجام می‌دهند عمل کنند، حتی اگر عاقلانه نباشد. در اواخر ژانویه ۱۸۶۶، او متقاعد شد که برنده شدن در رویارویی با جمهوری‌خواهان رادیکال برای برنامه‌های سیاسی‌اش ضروری است - هم برای موفقیت بازسازی و هم برای انتخاب مجدد در سال ۱۸۶۸. او ترجیح می‌داد که این درگیری به جای تلاش‌های قانون‌گذاری برای رای‌دادن آفریقایی‌ها به وجود آید. لایحه ای برای انجام این امر در مجلس نمایندگان تصویب شد، اما در کمال ناامیدی جانسون، قبل از اینکه بتواند آن را وتو کند، در سنا متوقف شد.

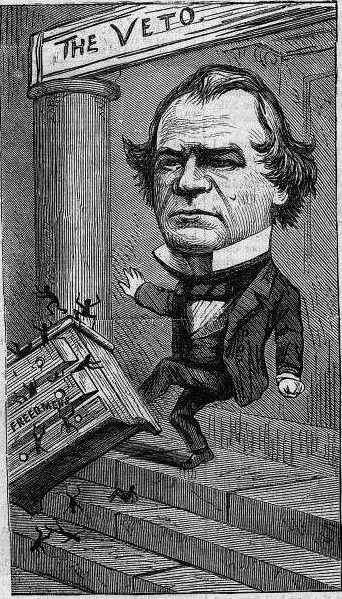
کارتون توماس نست از جانسون در حال خلاص شدن از اداره فریدمن در حالی که آمریکایی‌های آفریقایی‌تبار در حال پرواز هستند

لیمان ترامبول، سناتور ایلینوی، رهبر جمهوری خواهان میانه‌رو و رئیس کمیته قضایی، مشتاق به تفاهم با رئیس‌جمهور بود. او لایحه‌ای را از طریق کنگره ارائه کرد که بر اساس آن، دفتر آزادگان فراتر از لغو برنامه‌ریزی شده آن در سال ۱۸۶۷، و اولین لایحه حقوق مدنی برای اعطای شهروندی به آزادگان ارائه شد. ترامبول چندین بار با جانسون ملاقات کرد و متقاعد شد که رئیس‌جمهور این تدابیر را امضا خواهد کرد (جانسون به ندرت با بازدیدکنندگان مخالفت می‌کرد و اغلب کسانی را که با او ملاقات می‌کردند فریب می‌داد تا فکر کنند او موافق است). در واقع، رئیس‌جمهور با هر دو لایحه به عنوان نقض حاکمیت دولت مخالفت کرد. علاوه بر این، هر دو لایحه ترامبول در میان سفیدپوستان جنوبی که جانسون امیدوار بود آنها را در حزب جدید خود بگنجاند، محبوبیت نداشت. جانسون لایحه دفتر فریدمن را در ۱۸ فوریه ۱۸۶۶ وتو کرد تا سفیدپوستان جنوبی و خشم متحیرانه قانونگذاران جمهوری‌خواه را خوشحال کند. زمانی که روز بعد در مجلس سنا با شکست مواجه شد، او خود را محق می‌دانست. جانسون معتقد بود که رادیکال‌ها اکنون منزوی و شکست خواهند خورد و جمهوریخواهان میانه‌رو پشت سر او شکل خواهند گرفت. او نمی‌دانست که میانه‌روها نیز می‌خواهند رفتار منصفانه با آمریکایی‌های آفریقایی‌تبار را ببینند.
در ۲۲ فوریه ۱۸۶۶، در روز تولد واشینگتن، جانسون یک سخنرانی بداهه به هوادارانی که به کاخ سفید راهپیمایی کرده بودند ایراد کرد و خواستار سخنرانی به افتخار اولین رئیس‌جمهور شد. او در سخنرانی یک ساعته خود بیش از ۲۰۰ بار به خود اشاره کرد. بدتر از آن، او همچنین از «مردانی … هنوز مخالف اتحادیه» صحبت می‌کند که نمی‌توانست دست دوستی را که به جنوب داده بود دراز کند. هنگامی که از سوی جمعیت فراخوانده شد تا بگوید آنها چه کسانی هستند، جانسون از تادئوس استیونس، نماینده کنگره پنسیلوانیا، چارلز سامنر، سناتور ماساچوست و وندل فیلیپس، که خواستار الغا شده بود، نام برد و آنها را به طراحی ترور خود متهم کرد. جمهوری‌خواهان این سخنرانی را به‌عنوان اعلان جنگ می‌دانستند، در حالی که یکی از متحدان دموکرات تخمین زد که سخنرانی جانسون ۲۰۰٬۰۰۰ رأی در انتخابات میان‌دوره‌ای کنگره در سال ۱۸۶۶ برای حزب هزینه داشت.
اگرچه میانه‌روها به شدت از آنها خواسته بودند تا قانون حقوق مدنی ۱۸۶۶ را امضا کنند، جانسون با وتو کردن آن در ۲۷ مارس قاطعانه با آنها شکست خورد. ۳۶ ایالت در کنگره نمایندگی نداشتند و به نفع آمریکایی‌های آفریقایی‌تبار و علیه آنها «تبعیض» قائل شدند. در عرض سه هفته، کنگره وتوی او را نادیده گرفت، اولین باری که در مورد یک لایحه بزرگ در تاریخ آمریکا انجام شد. وتو که اغلب به عنوان یک اشتباه کلیدی در دوران ریاست جمهوری جانسون تلقی می‌شود، میانه‌روها را متقاعد کرد که امیدی به همکاری با او وجود ندارد. اریک فونر، مورخ، در جلد خود در مورد بازسازی، آن را «فاجعه بارترین اشتباه محاسباتی دوران سیاسی خود» می‌داند. به گفته استوارت، وتو «برای بسیاری اشتباه تعیین کننده او بود، ایجاد لحنی از رویارویی همیشگی با کنگره که تا پایان دوره ریاست جمهوری او غالب بود».
کنگره همچنین متمم چهاردهم را به ایالت‌ها پیشنهاد کرد. توسط ترامبول و دیگران نوشته شده بود، برای تصویب توسط مجالس ایالتی در فرآیندی ارسال شد که رئیس‌جمهور هیچ نقشی در آن ندارد، اگرچه جانسون با آن مخالفت کرد. این اصلاحیه برای قرار دادن مفاد کلیدی قانون حقوق شهروندی در قانون اساسی طراحی شد، اما فراتر رفت. این اصلاحیه، شهروندی را برای هر فردی که در ایالات متحده متولد شده بود (به استثنای سرخپوست‌هایی که رزرو شده بودند، گسترش داد)، ایالت‌هایی را که به آزادگان رای نمی‌دادند مجازات کرد، و مهم‌تر از همه، حقوق مدنی فدرال جدیدی ایجاد کرد که می‌توانست توسط دادگاه‌های فدرال محافظت شود. همچنین تضمین کرد که بدهی فدرال پرداخت خواهد شد و بازپرداخت بدهی‌های جنگ کنفدراسیون را ممنوع کرد. علاوه بر این، بسیاری از کنفدراسیون‌های سابق را از سمت خود سلب صلاحیت کرد، اگرچه این معلولیت می‌توانست توسط کنگره حذف شود، نه رئیس‌جمهور. هر دو مجلس قانون دفتر آزادگان را برای بار دوم تصویب کردند و رئیس‌جمهور دوباره آن را وتو کرد. این بار حق وتو لغو شد. در تابستان سال ۱۸۶۶، زمانی که کنگره سرانجام به تعویق افتاد، روش جانسون برای بازگرداندن ایالت‌ها به اتحادیه از طریق فرمان اجرایی، بدون تدابیری برای آزادگان، با مشکل عمیق مواجه شد. ایالت زادگاه او تنسی علیرغم مخالفت رئیس‌جمهور، اصلاحیه چهاردهم را تصویب کرد. هنگامی که تنسی این کار را کرد، کنگره بلافاصله هیئت پیشنهادی خود را نشست و جانسون را شرمنده کرد.
تلاش‌ها برای سازش شکست خورد، و جنگ سیاسی بین جمهوری‌خواهان متحد از یک طرف و از سوی دیگر، جانسون و متحدان شمالی و جنوبی‌اش در حزب دموکرات درگرفت. او گردهمایی حزب متحد ملی را فراخواند. جمهوریخواهان به استفاده از شناسه قبلی خود بازگشته بودند. جانسون قصد داشت از نام کنار گذاشته شده برای متحد کردن حامیان خود و به دست آوردن انتخابات برای یک دوره کامل در سال ۱۸۶۸ استفاده کند. ایالت‌های جنوبی اجازه رای دادن نداشتند. جانسون به شدت مبارزات انتخاباتی خود را انجام داد و یک تور سخنرانی عمومی به نام "Swing Around the Circle" انجام داد. این سفر، از جمله سخنرانی‌هایی در شیکاگو، سنت لوئیس، ایندیاناپولیس و کلمبوس، از نظر سیاسی فاجعه‌بار بود. این مبادلات زیر شأن ریاست جمهوری قرار گرفت. جمهوری خواهان با قاطعیت پیروز شدند و اکثریت دو سوم خود را در کنگره افزایش دادند و برنامه‌هایی برای کنترل بازسازی انجام دادند. جانسون دموکرات‌ها را به خاطر حمایت کم از جنبش اتحادیه ملی سرزنش کرد.

#### بازسازی رادیکال
حتی با پیروزی جمهوری خواهان در نوامبر ۱۸۶۶، جانسون خود را در موقعیت قوی می‌دانست. متمم چهاردهم هنوز توسط ایالت‌های کافی برای اجرایی شدن تصویب نشده بود و تنسی به تنهایی در میان ایالت‌های جنوبی یا مرزی به آن رأی داد. از آنجایی که اصلاحیه نیاز به تصویب سه چهارم ایالت‌ها برای تبدیل شدن به قانون اساسی داشت، او معتقد بود که بن‌بست به نفع او شکسته می‌شود و منجر به انتخاب او در سال ۱۸۶۸ می‌شود. پس از تشکیل مجدد آن در دسامبر ۱۸۶۶، کنگره پر انرژی شروع به تصویب قوانین کرد. این شامل لایحه رای‌گیری ناحیه کلمبیا می‌شد. کنگره نبراسکا را به دلیل حق وتو به اتحادیه پذیرفت و جمهوری خواهان دو سناتور و ایالتی را به دست آوردند که به سرعت این اصلاحیه را تصویب کرد. وتوی جانسون در مورد لایحه ایالتی برای کلرادو حفظ شد. سناتورهای زیادی موافقت کردند که ناحیه ای با ۳۰٬۰۰۰ نفر جمعیت هنوز شایسته ایالتی شدن برای پیروزی در آن روز نیست.
در ژانویه ۱۸۶۷، استیونز، نماینده کنگره، قانونی را برای انحلال دولت‌های ایالت جنوبی و تشکیل مجدد آنها به پنج منطقه نظامی، تحت حکومت نظامی، ارائه کرد. ایالت‌ها دوباره با برگزاری کنوانسیون‌های قانون اساسی شروع خواهند کرد. آمریکایی‌های آفریقایی‌تبار می‌توانند به آنها رأی دهند یا نماینده شوند. کنفدراسیون‌های سابق نتوانستند. در روند قانونگذاری، کنگره به این لایحه اضافه کرد که بازگرداندن به اتحادیه پس از تصویب اصلاحیه چهاردهم توسط ایالت و تکمیل فرایند الحاق آن به قانون اساسی انجام می‌شود. جانسون و جنوبی‌ها به مصالحه‌ای دست زدند که به موجب آن جنوب با نسخه اصلاح‌شده اصلاحیه بدون رد صلاحیت کنفدراسیون‌های سابق و برای حق رأی محدود سیاه‌پوستان موافقت می‌کرد. جمهوری خواهان بر زبان کامل اصلاحیه پافشاری کردند و این معامله از بین رفت. اگرچه جانسون می‌توانست اولین قانون بازسازی را که کمتر از ده روز قبل از پایان کنگره سی و نهم به او ارائه شده بود، وتو کند، او تصمیم گرفت مستقیماً آن را در ۲ مارس ۱۸۶۷ وتو کند. کنگره در همان روز او را رد کرد. همچنین در ۲ مارس، کنگره قانون تصدی مسئولیت را بر وتوی رئیس‌جمهور، در پاسخ به اظهاراتی که در جریان چرخش دور دایره گفته بود که وی قصد دارد دبیران کابینه را که با او موافق نبودند، اخراج کند، تصویب کرد. این لایحه که نیاز به تصویب سنا برای اخراج اعضای کابینه در دوران تصدی رئیس‌جمهور منصوب کننده آنها و یک ماه پس از آن داشت، بلافاصله بحث‌برانگیز شد و برخی از سناتورها تردید داشتند که این قانون اساسی است یا شرایط آن در مورد جانسون، کابینه کلیدی وی اعمال می‌شود.

### استیضاح
وزیر جنگ ادوین استانتون مردی توانا و سخت کوش بود، اما کنار آمدن با او دشوار بود. جانسون وزیر جنگ خود را که در ترکیب با ژنرال گرانت ارتش برای تضعیف سیاست جنوبی رئیس‌جمهور از درون دولت خود تلاش می‌کرد، هم تحسین و هم خشمگین شد. جانسون در نظر داشت استانتون را اخراج کند، اما به دلیل خدمت او در زمان جنگ به عنوان وزیر به او احترام گذاشت. استانتون، به نوبه خود، از اینکه جانسون اجازه دهد جانشین خود را منصوب کند می‌ترسید و علیرغم اختلاف نظرهای عمومی او با رئیس‌جمهور خود، از استعفا خودداری کرد.
کنگره جدید برای چند هفته در مارس ۱۸۶۷ تشکیل جلسه داد، سپس به تعویق افتاد و کمیته قضایی مجلس نمایندگان را پشت سر گذاشت و در اولین تحقیق استیضاح جانسون وظیفه داشت به مجلس نمایندگان گزارش دهد که آیا دلایلی برای استیضاح جانسون وجود دارد یا خیر. این کمیته تشکیل جلسه داد و حساب‌های بانکی رئیس‌جمهور را بررسی کرد و اعضای کابینه را برای شهادت احضار کرد. هنگامی که یک دادگاه فدرال دیویس، رئیس‌جمهور سابق کنفدراسیون را به قید وثیقه در ۱۳ مه آزاد کرد (او اندکی پس از جنگ دستگیر شده بود)، کمیته بررسی کرد که آیا رئیس‌جمهور مانع از پیگرد قانونی شده است یا خیر. اکثریت دو حزبی کمیته اتهامات استیضاح را رد کردند. کمیته در ۳ ژوئن به تعویق افتاد.
بعداً در ماه ژوئن، جانسون و استانتون بر سر این سؤال که آیا افسران نظامی که در فرماندهی جنوب قرار می‌گیرند می‌توانند بر مقامات غیرنظامی غلبه کنند یا خیر، با هم جنگیدند. رئیس‌جمهور از هنری استنبری، دادستان کل خواست که نظری در حمایت از موضع او صادر کند که آنها نمی‌توانند. جانسون در پی آن بود که استانتون را یا به عنوان موافق، و در نتیجه تأیید موضع جانسون، یا مخالف، نشان دهد که مخالف رئیس‌جمهور خود و سایر اعضای کابینه است. استانتون در جلسات و ارتباطات کتبی از این نکته طفره رفت. وقتی کنگره در ماه ژوئیه دوباره تشکیل شد، قانون بازسازی را علیه موضع جانسون تصویب کرد، منتظر وتوی او ماند، آن را لغو کرد و به خانه رفت. این قانون علاوه بر شفاف سازی اختیارات ژنرال‌ها، رئیس‌جمهور را از کنترل ارتش در جنوب نیز محروم کرد. در حالی که کنگره تا نوامبر تعطیل بود، جانسون تصمیم گرفت استانتون را اخراج کند و یکی از فرماندهان نظامی، ژنرال فیلیپ شریدن را که فرماندار تگزاس را برکنار کرده بود و جایگزینی را با حمایت کمی از مردم نصب کرده بود، خلع کرد. جانسون در ابتدا با اعتراض شدید گرانت منصرف شد، اما در ۵ اوت، رئیس‌جمهور خواستار استعفای استانتون شد. وزیر از استعفای کنگره در خارج از جلسه خودداری کرد. جانسون سپس او را تا جلسه بعدی کنگره به حالت تعلیق درآورد. گرانت موافقت کرد که به عنوان جانشین موقت خدمت کند و در عین حال به رهبری ارتش ادامه دهد.
گرانت، در اعتراض به دستور جانسون مبنی بر انتقال شریدن و یکی دیگر از فرماندهان ناحیه، دانیل سیکلس، که با پیروی قاطعانه از طرح کنگره، جانسون را عصبانی کرده بود، پیروی کرد. رئیس‌جمهور همچنین با صدور اعلامیه ای اکثر کنفدراسیون‌ها را عفو کرد و کسانی را که در کنفدراسیون منصب داشتند یا قبل از جنگ در مناصب فدرال خدمت کرده بودند اما سوگندهای خود را زیر پا گذاشتند، معاف شد. اگرچه جمهوری خواهان با اقدامات او خشم خود را ابراز کردند، انتخابات ۱۸۶۷ عموماً دموکرات شد. هیچ کرسی در کنگره به‌طور مستقیم در رای‌گیری انتخاب نشد، اما دموکرات‌ها کنترل مجمع عمومی اوهایو را در دست گرفتند و به آنها اجازه داد تا یکی از قوی‌ترین مخالفان جانسون، سناتور بنجامین وید، را برای انتخاب مجدد شکست دهند. رای‌دهندگان در اوهایو، کنکتیکت، و مینه سوتا پیشنهادها ی را برای اعطای رأی به آمریکایی‌های آفریقایی‌تبار رد کردند.
نتایج نامطلوب به‌طور لحظه‌ای به فراخوان‌های جمهوری‌خواهان برای استیضاح جانسون که از انتخابات به وجد آمده بود، پایان داد. با این وجود، هنگامی که کنگره در ماه نوامبر تشکیل جلسه داد، کمیته قضایی خود را تغییر داد و قطعنامه استیضاح جانسون را تصویب کرد. پس از بحث‌های فراوان در مورد اینکه آیا کاری که رئیس‌جمهور انجام داده بود جرم یا جنایت بزرگ است یا خیر، این قطعنامه در ۷ دسامبر ۱۸۶۷ توسط مجلس نمایندگان با ۵۷ رای موافق در مقابل ۱۰۸ مخالف شکست خورد.
جانسون کنگره را از تعلیق استانتون و انتصاب موقت گرانت مطلع کرد. در ژانویه ۱۸۶۸، سنا با این اقدام او مخالفت کرد و استانتون را به مقام خود بازگرداند، زیرا رئیس‌جمهور قانون تصدی مسئولیت را نقض کرده بود. گرانت به خاطر اعتراض جانسون کنار رفت و باعث گسست کامل بین آنها شد. جانسون سپس استانتون را برکنار کرد و لورنزو توماس را به جای او منصوب کرد. استانتون از ترک دفتر خود امتناع کرد و در ۲۴ فوریه ۱۸۶۸، مجلس، رئیس‌جمهور را به دلیل نقض عمدی قانون تصدی مسئولیت، با ۱۲۸ رأی موافق در برابر ۴۷ رأی مخالف، استیضاح کرد. مجلس متعاقباً یازده ماده استیضاح را تصویب کرد، که اکثراً ادعا می‌کردند که او قانون تصدی مسئولیت را نقض کرده و مشروعیت آن را زیر سؤال برده است

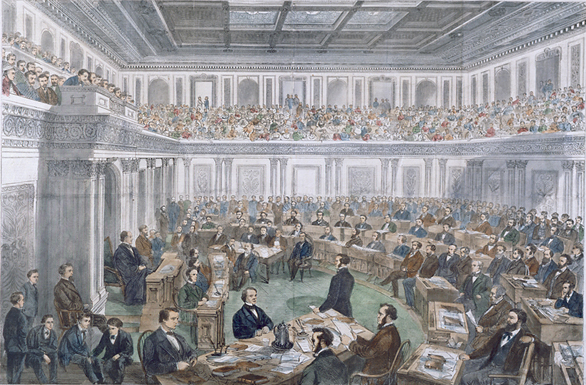
تصویری از محاکمه استیضاح جانسون در سنای ایالات متحده، توسط تئودور آر دیویس، منتشر شده در هفته نامه هارپر

در ۵ مارس ۱۸۶۸، محاکمه استیضاح در سنا آغاز شد و تقریباً سه ماه به طول انجامید. جورج اس. بوتول، بنجامین باتلر و تادئوس استیونس، اعضای کنگره به عنوان مدیران مجلس یا دادستان، و ویلیام ام. اورتس، بنجامین آر. کورتیس و استنبری، دادستان کل سابق، مشاور جانسون بودند. رئیس قاضی چیس به عنوان رئیس قاضی خدمت کرد.
دفاع متکی به ماده قانون تصدی سمت است که آن را فقط برای منسوبان دولت فعلی قابل اجرا می‌داند. از آنجایی که لینکلن استانتون را منصوب کرده بود، دفاع معتقد بود که جانسون این قانون را نقض نکرده است، و همچنین استدلال کرد که رئیس‌جمهور حق دارد قانون اساسی بودن یک قانون کنگره را آزمایش کند. وکیل جانسون اصرار داشت که او در محاکمه حاضر نشود، و به‌طور علنی در مورد روند رسیدگی‌ها اظهار نظر نکند، و به جز یک جفت مصاحبه در آوریل، او موافقت کرد.

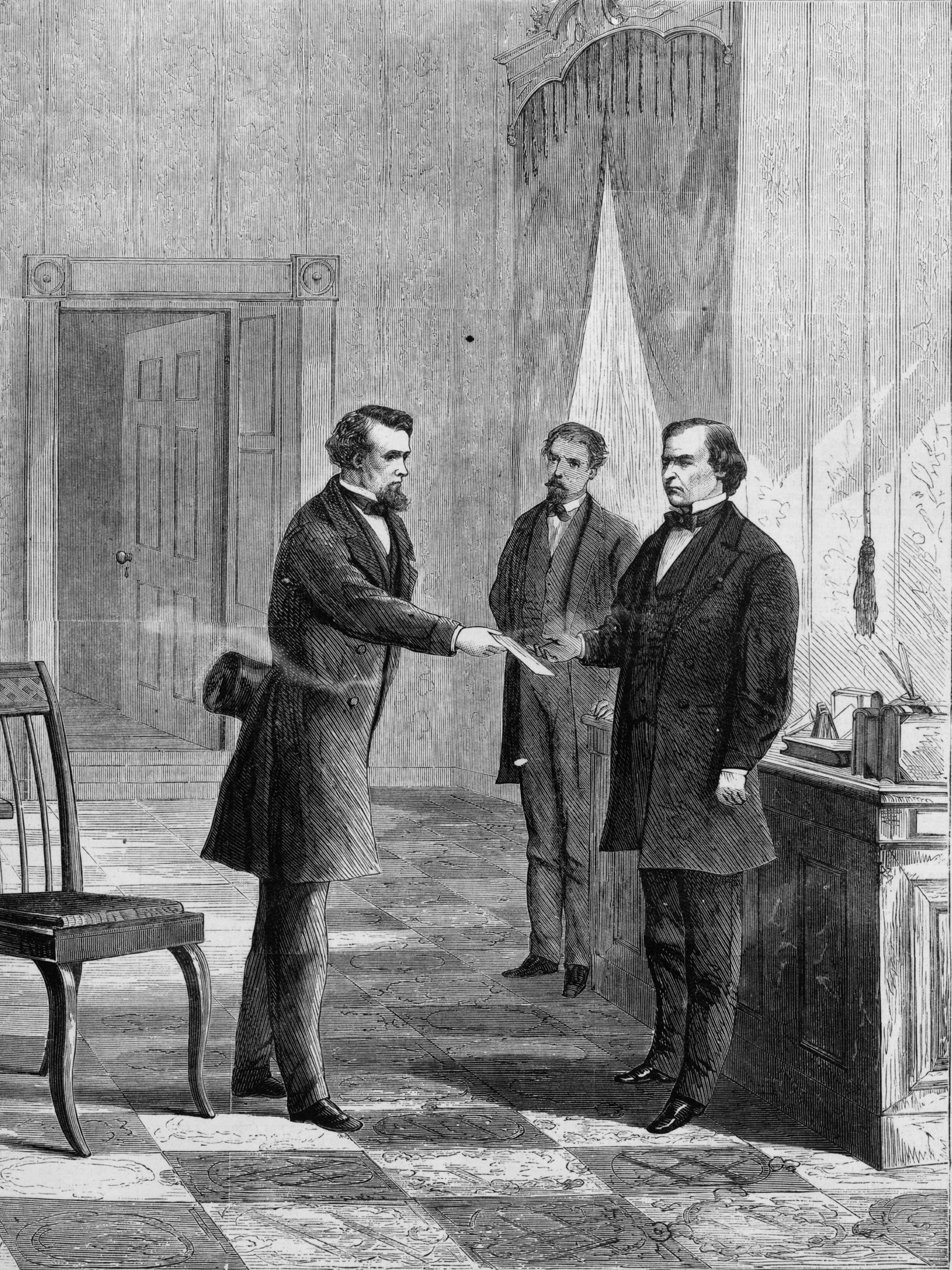
تصویر گروهبان در اسلحه سنای ایالات متحده جورج تی براون در حال تحویل احضاریه برای محاکمه استیضاح جانسون در کاخ سفید در ۷ مارس ۱۸۶۸

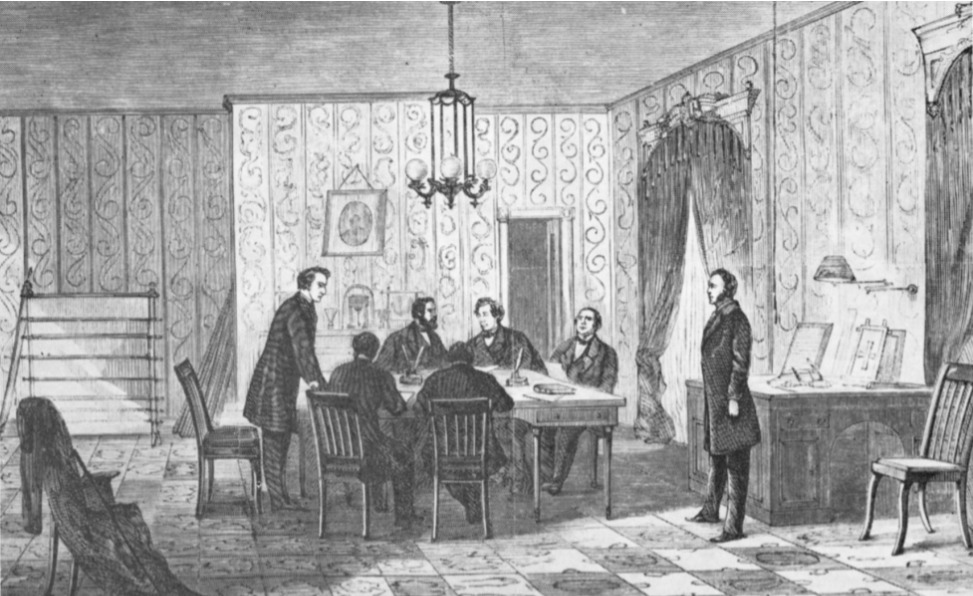
تصویری از مشورت جانسون با وکیل خود برای محاکمه

جانسون برای گرفتن تبرئه مانور داد. برای مثال، او به جیمز دبلیو. گریمز، سناتور آیووا متعهد شد که در تلاش‌های بازسازی کنگره دخالت نخواهد کرد. گریمز به گروهی از میانه‌روها که بسیاری از آنها به تبرئه رأی دادند گزارش داد که معتقد است رئیس‌جمهور به قول خود عمل خواهد کرد. جانسون همچنین قول داد که جان شوفیلد را به عنوان وزیر جنگ منصوب کند. سناتور کانزاس، ادموند جی. راس تضمین‌هایی دریافت کرد که قوانین اساسی جدید تحت تأثیر رادیکال‌ها که در کارولینای جنوبی و آرکانزاس به تصویب رسید، بدون تأخیر به کنگره ارسال خواهد شد، اقدامی که به او و سایر سناتورها پوشش سیاسی برای رأی دادن به تبرئه می‌دهد.
یکی از دلایلی که سناتورها تمایلی به برکناری رئیس‌جمهور نداشتند این بود که جانشین وی سناتور اوهایو وید، رئیس موقت سنا بود. وید، یک اردک لنگ که در اوایل سال ۱۸۶۹ سمت خود را ترک کرد، یک رادیکال بود که از اقداماتی مانند حق رای زنان حمایت می‌کرد و او را از نظر سیاسی در بسیاری از کشور فراتر از وضعیت کم رنگ قرار می‌داد. علاوه بر این، رئیس‌جمهور وید به عنوان مانعی در برابر جاه طلبی‌های گرانت تلقی می‌شد.
با انجام معامله، جانسون قبل از صدور حکم از نتیجه مطمئن بود و در روزهای منتهی به رای‌گیری، روزنامه‌ها گزارش دادند که استیونز و رادیکال‌هایش تسلیم شده‌اند. در ۱۶ می، سنا به ماده یازدهم استیضاح رای داد و جانسون را متهم کرد که استانتون را برکنار کرده است و این نقض قانون تصدی دفتر قانون است، زمانی که سنا تعلیق وی را لغو کرد. ۳۵ سناتور رای «مجرم» و ۱۹ سناتور «بی گناه» دادند، بنابراین با یک رای دو سوم اکثریت لازم برای محکومیت طبق قانون اساسی کوتاه آمدند. ده جمهوری‌خواه شامل سناتورهای گریمز، راس، ترامبول، جیمز دیکسون، جیمز آر. دولیتل، دانیل اس. نورتون، ویلیام پی. فسندن، جوزف اس. فاولر، جان بی. هندرسون و پیتر ون وینکل به تبرئه رئیس‌جمهور رأی دادند. در حالی که استیونز به شدت از نتیجه ناامید شده بود، سنا برای برگزاری کنوانسیون ملی جمهوری خواهان به تعویق افتاد. گرانت برای ریاست جمهوری نامزد شد. مجلس سنا در ۲۶ مه بازگشت و به ماده دوم و سوم رای داد و نتایج یکسان ۳۵ تا ۱۹ رای آورد. در مواجهه با این نتایج، مخالفان جانسون تسلیم شدند و رسیدگی را رد کردند. استانتون در ۲۶ مه از سمت خود «انصراف داد» و سنا متعاقباً شوفیلد را تأیید کرد. هنگامی که جانسون استنبری را برای بازگشت به سمت خود به عنوان دادستان کل پس از خدمت به عنوان مدیر دفاع انتخاب کرد، سنا از تأیید او خودداری کرد.
در آن زمان و بعداً ادعاهایی مطرح شد که رشوه نتیجه محاکمه را دیکته کرد. حتی زمانی که در حال انجام بود، نماینده باتلر تحقیقاتی را آغاز کرد، جلسات استماع جنجالی برگزار کرد و گزارشی را صادر کرد که توسط هیچ نماینده دیگری تأیید نشده بود. باتلر بر روی یک «گروه خانه آستور» مستقر در نیویورک تمرکز کرد که ظاهراً توسط رئیس سیاسی و سردبیر تورلو وید رهبری می‌شد. گفته می‌شود که این سازمان از طریق وکیل سینسیناتی، چارلز وولی، مبالغ زیادی از منافع ویسکی جمع‌آوری کرده است تا به سناتورها رشوه بدهد تا جانسون را تبرئه کنند. باتلر تا آنجا پیش رفت که وولی را در ساختمان کاپیتول زندانی کرد، زمانی که او از پاسخ دادن به سوالات خودداری کرد، اما نتوانست رشوه را ثابت کند.

### سیاست خارجی
جانسون بلافاصله پس از روی کار آمدن به عنوان رئیس‌جمهور، با وزیر امور خارجه ویلیام اچ سیوارد به توافق رسید که تغییری در سیاست خارجی ایجاد نخواهد شد. در عمل، این بدان معنا بود که سیوارد به اداره امور مانند دوره لینکلن ادامه خواهد داد. سیوارد و لینکلن برای نامزدی در سال ۱۸۶۰ رقیب بودند. در زمان الحاق جانسون، فرانسوی‌ها در مکزیک مداخله کرده و نیروها را به آنجا فرستاده بودند. در حالی که بسیاری از سیاستمداران در مورد موضوع مکزیک غوغا کرده بودند، سیوارد دیپلماسی آرام را ترجیح داد و از طریق کانال‌های دیپلماتیک به فرانسوی‌ها هشدار داد که حضور آنها در مکزیک غیرقابل قبول است. اگرچه رئیس‌جمهور رویکرد تهاجمی تر را ترجیح می‌داد، سیوارد او را متقاعد کرد که از او پیروی کند. در آوریل ۱۸۶۶، دولت فرانسه به سیوارد اطلاع داد که نیروهایش در مرحله به خانه بازگردانده خواهند شد تا در نوامبر ۱۸۶۷ به پایان برسد. در ۱۴ اوت ۱۸۶۶، جانسون و کابینه‌اش از ملکه اما هاوایی که پس از سفرش به بریتانیا و اروپا به هاوایی بازمی‌گشت پذیرایی کردند.
سیوارد یک توسعه طلب بود و به دنبال فرصت‌هایی برای به دست آوردن قلمرو ایالات متحده بود. پس از از دست دادن جنگ کریمه در دهه ۱۸۵۰، دولت روسیه مستعمره آمریکای شمالی خود (آلاسکا امروز) را به عنوان یک بدهی مالی می‌دید و می‌ترسید کنترل خود را به بریتانیا از دست بدهد که نیروهایش به راحتی وارد خاک همسایه کانادا می‌شوند و در آینده این سرزمین را الحاق می‌کنند. درگیری مذاکرات بین روسیه و ایالات متحده بر سر فروش آلاسکا به دلیل وقوع جنگ داخلی متوقف شد، اما پس از پیروزی ایالات متحده در جنگ، مذاکرات از سر گرفته شد. روسیه به وزیر خود در واشینگتن، بارون ادوارد د استوکل، دستور داد تا در مورد فروش مذاکره کند. د استوکل این کار را ماهرانه انجام داد، و باعث شد که سیوارد پیشنهاد خود را از ۵ میلیون دلار (به‌طور تصادفی، حداقلی که روسیه به استوکل دستور داده بود بپذیرد) به ۷ میلیون دلار افزایش دهد و سپس با طرح مخالفت‌های مختلف، ۲۰۰٬۰۰۰ دلار اضافه کرد. این مبلغ ۷٫۲ میلیون دلار در شرایط امروزی معادل ۱۵۷ میلیون دلار است. در ۳۰ مارس ۱۸۶۷، دو استوکل و سیوارد این معاهده را امضا کردند و به سرعت کار کردند زیرا سنا در شرف تعلیق بود. جانسون و سیوارد سند امضا شده را به اتاق رئیس‌جمهور در کاپیتول بردند، اما به آنها گفته شد که قبل از تعویق زمانی برای رسیدگی به این موضوع وجود ندارد. رئیس‌جمهور مجلس سنا را برای تشکیل جلسه در اول آوریل فراخواند. سیوارد که از موفقیت خود در آلاسکا جسارت یافته بود، به دنبال خرید در جاهای دیگر بود. تنها موفقیت او این بود که ادعای آمریکایی‌ها مبنی بر جزیره خالی از سکنه ویک در اقیانوس آرام را مطرح کند که در سال ۱۸۹۸ به‌طور رسمی توسط ایالات متحده ادعا می‌شد. او با هند غربی دانمارک نزدیک شد زیرا دانمارک با فروش آن موافقت کرد و مردم محلی این انتقال را در یک همه‌پرسی تأیید کردند. اما سنا هرگز به این معاهده رأی نداد و منقضی شد.
معاهده دیگری که نتیجه بدی داشت، کنوانسیون جانسون-کلارندون بود که برای حل و فصل دعاوی آلاباما برای خسارات وارده به کشتی‌های آمریکایی از سوی مهاجمان کنفدراسیون بریتانیایی مورد مذاکره قرار گرفت. در اواخر سال ۱۸۶۸ توسط سفیر ایالات متحده در بریتانیا، سناتور سابق مریلند، روردی جانسون، مذاکره شد، و در طول باقیمانده دوره ریاست جمهوری توسط سنا نادیده گرفته شد. این معاهده پس از ترک سمت وی رد شد، و دولت گرانت بعداً در مورد شرایط بسیار بهتری از بریتانیا مذاکره کرد.

### مدیریت و کابینه

#### انتصابات قضایی
جانسون در دوران ریاست جمهوری خود نه قاضی فدرال ماده سوم را منصوب کرد که همگی در دادگاه‌های ناحیه ای ایالات متحده بودند. او قاضی را برای خدمت در دیوان عالی منصوب نکرد. در آوریل ۱۸۶۶، او هنری استنبری را برای پر کردن جای خالی باقی مانده با مرگ جان کاترون نامزد کرد، اما کنگره برای جلوگیری از این انتصاب، کرسی را حذف کرد و برای اطمینان از عدم انجام هیچ انتصابی، جای خالی بعدی را نیز حذف کرد. که دادگاه پس از کناره‌گیری یکی دیگر از قاضی، به اندازه یک قاضی کوچک می‌شود. جانسون دوست خود در گرینویل، ساموئل میلیگان، را به دادگاه دعاوی ایالات متحده منصوب کرد، جایی که او از سال ۱۸۶۸ تا زمان مرگش در سال ۱۸۷۴ در آنجا خدمت کرد.

### آغاز اصلاحات
در ژوئن ۱۸۶۶، جانسون قانون خانه‌داری جنوبی را امضا کرد و معتقد بود که این قانون به سفیدپوستان فقیر کمک می‌کند. حدود ۲۸۰۰۰ ادعای زمین با موفقیت به ثبت رسید، اگرچه بردگان سابق کمی از این قانون سود می‌بردند، کلاهبرداری بیداد می‌کرد و بسیاری از بهترین زمین‌ها ممنوع بود و برای کمک‌های بلاعوض به کهنه سربازان یا راه‌آهن اختصاص داشت. در ژوئن ۱۸۶۸، جانسون قانون هشت ساعته ای را امضا کرد که توسط کنگره تصویب شد که یک روز کاری هشت ساعته را برای کارگران و مکانیک‌های استخدام شده توسط دولت فدرال تعیین کرد. اگرچه جانسون به اعضای هیئت حزب کارگران در بالتیمور گفت که نمی‌تواند مستقیماً خود را به یک روز هشت ساعته متعهد کند، با این وجود به همان هیئت گفت که به شدت طرفدار «کوتاه‌ترین ساعات مطابق با منافع همه» است. به گفته ریچارد اف سلسر، با این حال، نیت خیر پشت قانون «فوراً ناامید شد» زیرا دستمزدها ۲۰٪ کاهش یافت.

### اتمام دوره
جانسون در ژوئیه ۱۸۶۸ در کنوانسیون ملی دموکرات‌ها در نیویورک در سال ۱۸۶۸ به دنبال نامزدی شد. او در بین سفیدپوستان جنوبی بسیار محبوب ماند و این محبوبیت را با صدور یک عفو، درست قبل از کنوانسیون، افزایش داد که به احتمال دادرسی کیفری علیه هر کنفدراسیونی که قبلاً متهم نشده بود، پایان داد. به این معنی که فقط دیویس و چند نفر دیگر ممکن است هنوز محاکمه شوند. در اولین رای‌گیری، جانسون پس از جورج اچ. پندلتن، نماینده سابق اوهایو، که رقیب دموکرات او برای معاونت رئیس‌جمهور در سال ۱۸۶۴ بود، دوم شد. حمایت جانسون بیشتر از جنوب بود، و با رد شدن آرا از بین رفت. در رأی‌گیری بیست و دوم، فرماندار سابق نیویورک، هوراتیو سیمور، نامزد شد و رئیس‌جمهور تنها چهار رأی، همه از تنسی، به دست آورد.

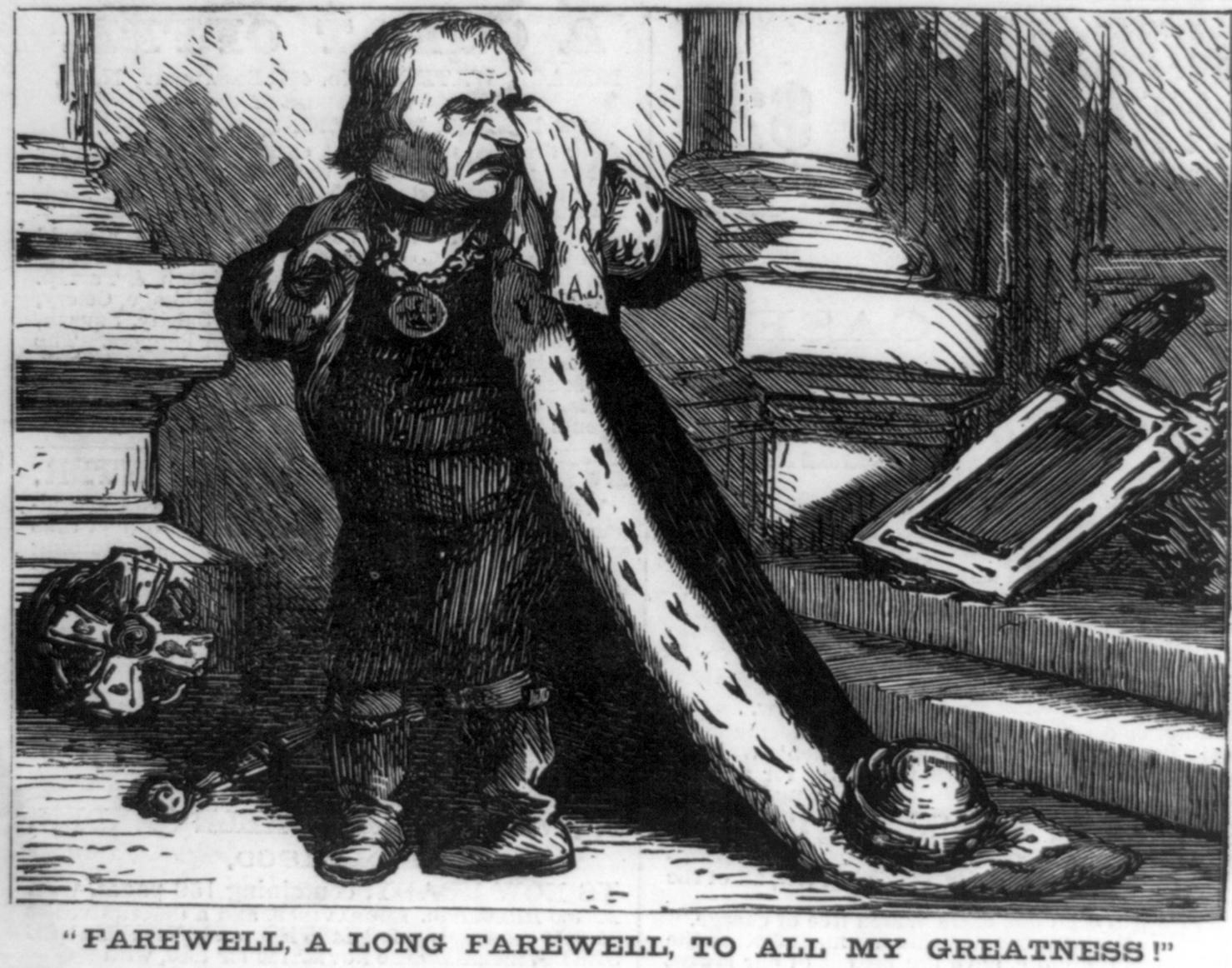
"خداحافظی، یک خداحافظی طولانی، با تمام عظمت من!": کارتون هفتگی هارپر در حال تمسخر جانسون در هنگام ترک دفتر

درگیری با کنگره ادامه یافت. جانسون پیشنهادهای کنگره را برای اصلاحاتی برای محدود کردن رئیس‌جمهور به یک دوره شش ساله و انتخاب مستقیم رئیس‌جمهور و سنا و محدودیت دوره برای قضات ارسال کرد. کنگره هیچ اقدامی در مورد آنها انجام نداد. هنگامی که رئیس‌جمهور در گزارش رسمی تأیید اصلاحیه چهاردهم توسط مجالس جدید جنوبی جنوبی تأخیر داشت، کنگره لایحه ای را تصویب کرد، که مجدداً بر سر وتوی خود بود و از او می‌خواست این کار را ظرف ده روز پس از دریافت انجام دهد. او همچنان تا آنجا که می‌توانست به تأخیر افتاد، اما در ژوئیه ۱۸۶۸ ملزم شد تا تصویب‌هایی را که اصلاحیه را بخشی از قانون اساسی می‌کرد، گزارش کند.
عوامل سیمور به دنبال حمایت جانسون بودند، اما او مدت‌ها در مبارزات انتخاباتی ریاست جمهوری سکوت کرد. تا ماه اکتبر، با رأی‌گیری در برخی ایالت‌ها، او اصلاً از سیمور نام نبرد و هرگز او را تأیید نکرد. با این وجود، جانسون از پیروزی گرانت پشیمان شد، تا حدی به دلیل دشمنی آنها از ماجرای استانتون. جانسون در پیام سالانه خود در دسامبر به کنگره خواستار لغو قانون تصدی پست شد و به قانونگذاران گفت که اگر همکاران جنوبی خود را در سال ۱۸۶۵ پذیرفته بودند، همه چیز خوب بود. او شصتمین سالگرد تولد خود را در اواخر دسامبر با یک مهمانی برای چند صد کودک جشن گرفت، هرچند جشن رئیس‌جمهور منتخب گرانت که اجازه رفتن به او را نداد.
در روز کریسمس ۱۸۶۸، جانسون عفو نهایی را صادر کرد، این عفو همه را شامل می‌شد، از جمله دیویس. او همچنین در ماه‌های آخر ریاست‌جمهوری‌اش، عفو برای جنایاتی صادر کرد، از جمله یکی برای ساموئل ماد، که به‌طور بحث‌انگیز به دلیل دست داشتن در ترور لینکلن محکوم شد (او پای شکسته بوث را گذاشته بود) و در فورت جفرسون در فلوریدا درای تورتوگز زندانی شد.
در ۳ مارس، رئیس‌جمهور میزبان یک پذیرایی عمومی بزرگ در آخرین روز کامل ریاست جمهوری خود در کاخ سفید بود. گرانت اعلام کرده بود که تمایلی به سوار شدن بر کالسکه جانسون طبق معمول ندارد و جانسون از رفتن به مراسم تحلیف امتناع کرد. علی‌رغم تلاش‌های سیوارد برای تغییر عقیده، او صبح روز ۴ مارس را صرف انجام کارهای لحظه آخری کرد و کمی بعد از ظهر از کاخ سفید به خانه یکی از دوستانش رفت.

## پس از ریاست جمهوری (۱۸۶۹–۱۸۷۵)
پس از ترک ریاست جمهوری، جانسون چند هفته در واشینگتن ماند و سپس برای اولین بار در هشت سال گذشته به گرینویل بازگشت. او با جشن‌های عمومی بزرگ در طول مسیر، به ویژه در تنسی، جایی که شهرهایی که در طول جنگ با او دشمنی داشتند، بنرهای خوشامدگویی را آویزان کردند، مورد تجلیل قرار گرفت. او ترتیب داده بود که مزرعه ای بزرگ در نزدیکی گرینویل بخرد تا پس از ریاست جمهوری خود در آن زندگی کند.
برخی انتظار داشتند که جانسون دوباره برای فرمانداری تنسی یا مجلس سنا نامزد شود، در حالی که برخی دیگر فکر می‌کردند که او یک مدیر اجرایی راه‌آهن خواهد شد. جانسون گرینویل را کسل کننده می‌دانست و زندگی خصوصی او با خودکشی پسرش رابرت در سال ۱۸۶۹ تلخ شد. او به دنبال احقاق حق خود و انتقام گرفتن از دشمنان سیاسی خود، بلافاصله پس از بازگشت به خانه، یک مناقصه سنا را آغاز کرد. تنسی جمهوری‌خواه شده بود، اما احکام دادگاه برای بازگرداندن رای به برخی سفیدپوستان و سرکوب آرای آفریقایی-آمریکایی توسط کو کلاکس کلن منجر به پیروزی دموکرات‌ها در انتخابات قانونگذاری در اوت ۱۸۶۹ شد. جانسون به عنوان یک پیروز احتمالی در سنا دیده می‌شد.انتخابات، اگرچه مورد نفرت جمهوری خواهان رادیکال و برخی دموکرات‌ها به دلیل فعالیت‌های دوران جنگ او بود. اگر چه او در یک نقطه در یک رای پیروزی در رای‌گیری مجلس قانونگذاری بود، جمهوری خواهان در نهایت هنری کوپر را بر جانسون، ۵۴–۵۱ انتخاب کردند. در سال ۱۸۷۲، یک انتخابات ویژه برای یک کرسی بزرگ کنگره برای تنسی برگزار شد. جانسون در ابتدا به دنبال نامزدی دموکرات‌ها بود، اما وقتی دید که این نامزدی به ژنرال سابق کنفدراسیون، بنجامین اف چیتهام خواهد رسید، تصمیم گرفت به عنوان یک نامزد مستقل نامزد شود. رئیس‌جمهور سابق شکست خورد و سوم شد، اما انشعاب در حزب دموکرات چیتهام را به نفع یک متحد قدیمی اتحادیه جانسون، هوراس مینارد شکست داد.
در سال ۱۸۷۳، جانسون طی یک اپیدمی به وبا مبتلا شد اما بهبود یافت. در آن سال او حدود ۷۳٬۰۰۰ دلار (~ ۱٫۶۹ میلیون دلار در سال ۲۰۲۳) را از دست داد که اولین بانک ملی واشینگتن از کار افتاد، اگرچه در نهایت مقدار زیادی از مبلغ به او بازپرداخت شد.

### بازگشت به سنا

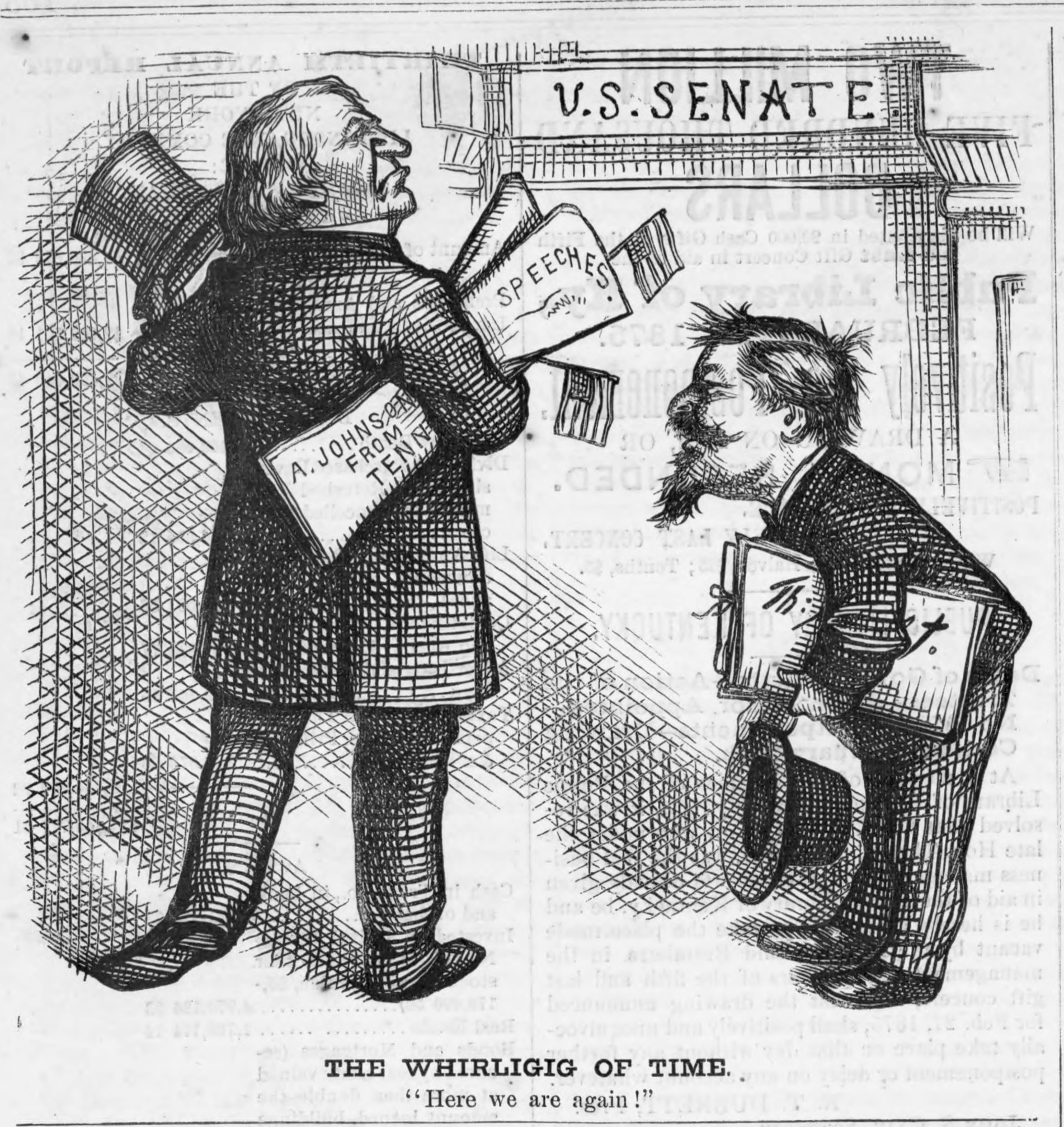
توماس نست به‌طور گسترده به جانسون پرداخت. در اینجا نست شخصاً از جانسون برای بازگشت به زندگی عمومی استقبال می‌کند، جایی که ممکن است دوباره هدف کار نست قرار گیرد - گرداب زمان "اینجا ما دوباره هستیم!" (هفته نامه هارپر، ۲۰ فوریه ۱۸۷۵)

او شروع کرد به انتخابات بعدی سنا که در اوایل سال ۱۸۷۵ در مجلس قانونگذاری برگزار شود. جانسون شروع به جذب جنبش گرانج کشاورزان کرد. او با گرایشات جفرسونی خود به راحتی حمایت آنها را به دست آورد. او در آخرین تور تبلیغاتی خود در سراسر ایالت سخنرانی کرد. تعداد کمی از آمریکایی‌های آفریقایی‌تبار در خارج از شهرهای بزرگ اکنون قادر به رای دادن بودند، زیرا بازسازی در تنسی کم رنگ شد و الگویی را ایجاد کرد که در دیگر ایالت‌های جنوبی نیز تکرار می‌شد. تسلط سفیدها تقریباً یک قرن طول خواهد کشید. در انتخابات قانونگذاری تنسی در ماه اوت، دموکرات‌ها ۹۲ قانونگذار را به هشت قانونگذار جمهوری‌خواه انتخاب کردند و جانسون برای جلسه قانونگذاری به نشویل رفت. هنگامی که رای‌گیری برای کرسی سنا در ۲۰ ژانویه ۱۸۷۵ آغاز شد، او با ۳۰ رای رهبری کرد، اما اکثریت لازم را نداشت زیرا سه ژنرال سابق کنفدراسیون، یک سرهنگ سابق و یک نماینده سابق دموکرات رای را با او تقسیم کردند. مخالفان جانسون سعی کردند بر سر یک نامزد واحد به توافق برسند که ممکن است حمایت اکثریت را به دست آورد و او را شکست دهد، اما موفق نشدند و او در ۵۴ رای‌گیری در ۲۶ ژانویه با اختلاف یک رای انتخاب شد. نشویل از خوشحالی فوران کرد؛ جانسون گفت: "خدا را برای اثبات حقانیت سپاسگزارم."
بازگشت جانسون توجه ملی را به خود جلب کرد و جمهوری‌خواه سنت لوئیس آن را "با شکوه‌ترین پیروزی شخصی که تاریخ سیاست آمریکا می‌تواند نشان دهد" نامید. در مراسم سوگند خود در سنا در ۵ مارس ۱۸۷۵، از او با گل استقبال شد و در کنار هملین (سلفش به عنوان معاون رئیس‌جمهور) توسط معاون رئیس‌جمهور فعلی هنری ویلسون (که به عنوان سناتور به برکناری جانسون رای داده بود) سوگند یاد کرد. بسیاری از جمهوری خواهان سناتور جانسون را نادیده گرفتند، اگرچه برخی مانند جان شرمن از اوهایو (که به محکومیت رای داده بود)، با او دست دادند. جانسون تنها رئیس‌جمهور سابق است که در سنا خدمت کرده است. او تنها یک بار در این جلسه کوتاه صحبت کرد، در ۲۲ مارس از رئیس‌جمهور گرانت به دلیل استفاده او از نیروهای فدرال در حمایت از دولت بازسازی لوئیزیانا انتقاد کرد. رئیس‌جمهور سابق پرسید: "استبداد نظامی چقدر دور است؟"و سخنان خود را خاتمه داد: «خداوند این قوم را رحمت کند و قانون اساسی را حفظ کند».

### مرگ

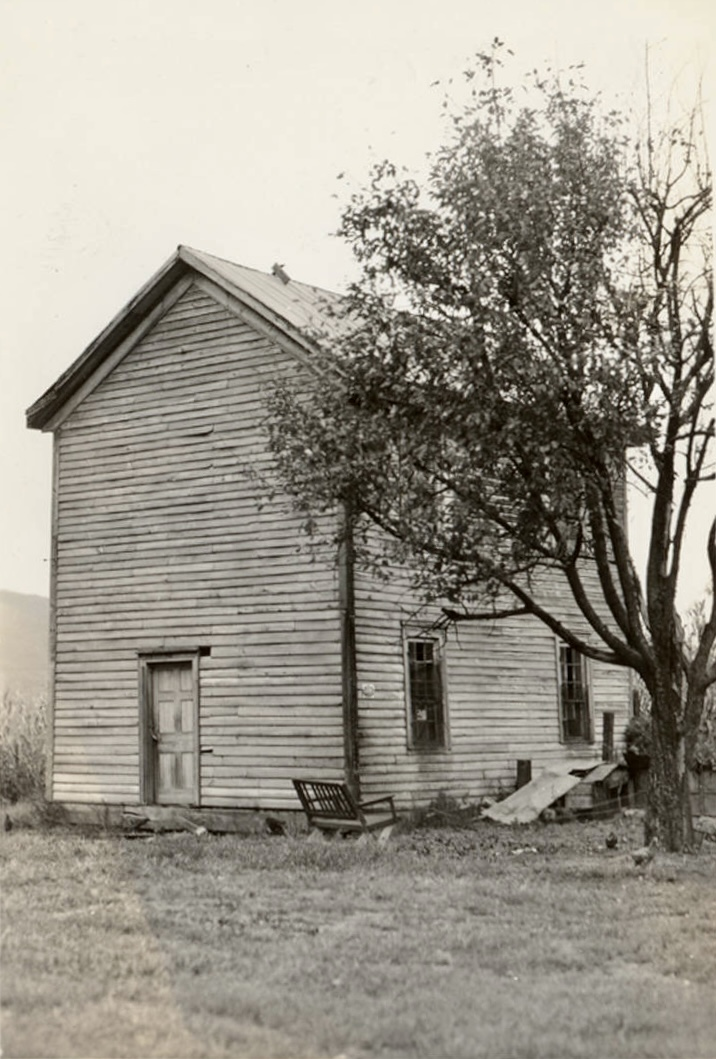
خانه مزرعه استوور، جایی که جانسون در آن درگذشت، همان‌طور که در سال ۱۹۳۵ عکس گرفته شده است

جانسون پس از پایان جلسه ویژه به خانه بازگشت. در اواخر ژوئیه ۱۸۷۵، چون متقاعد شده بود که برخی از مخالفانش در انتخابات فرمانداری اوهایو بدنام می‌کنند، تصمیم گرفت برای سخنرانی به آنجا سفر کند. او سفر را در ۲۸ ژوئیه آغاز کرد و سفر را در مزرعه دخترش مری در نزدیکی ایلیزابت‌تون، جایی که دخترش مارتا نیز در آنجا اقامت داشت، شکست. عصر همان روز او سکته کرد، اما از درمان پزشکی خودداری کرد تا روز بعد، زمانی که بهبود نیافت و دو پزشک از الیزابت‌تون فرستاده شدند. به نظر می‌رسید که او به دستورها ی آنها پاسخ می‌دهد، اما در غروب ۳۰ ژوئیه دوباره دچار سکته مغزی شد و صبح زود در سن ۶۶ سالگی درگذشت. روزنامه‌های شمالی، در آگهی‌های ترحیم خود، تمایل داشتند بر وفاداری جانسون در طول جنگ تمرکز کنند، در حالی که روزنامه‌های جنوبی به اقدامات او به عنوان رئیس‌جمهور ادای احترام می‌کردند. مراسم تشییع جنازه جانسون در ۳ اوت در گرینویل برگزار شد. او در حالی که جسدش در پرچم آمریکا پیچیده شده بود و طبق میلش یک نسخه از قانون اساسی ایالات متحده زیر سرش گذاشته شده بود، به خاک سپرده شد. محل دفن به عنوان گورستان ملی اندرو جانسون در سال ۱۹۰۶ وقف شد و با خانه و مغازه خیاطی او، بخشی از سایت تاریخی ملی اندرو جانسون است.